# Galapagos

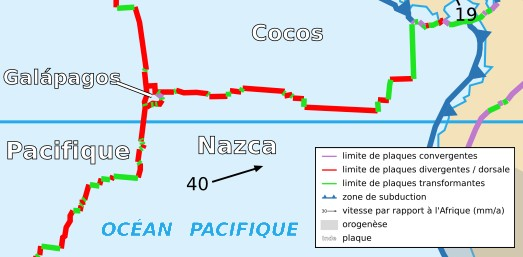
Węzeł potrójny Galapagos

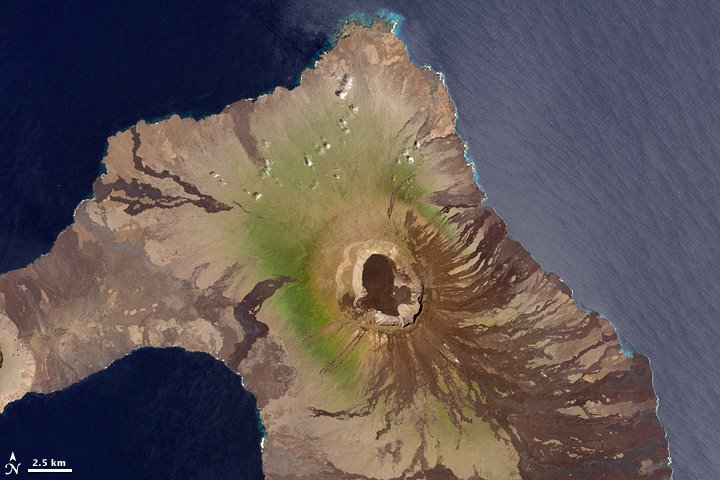
Wulkan Wolf na wyspie Isabela

Galapagos, także Wyspy Żółwie (hiszp. Islas Galápagos, nazwa urzędowa: Archipiélago de Colón, czyli „Archipelag Kolumba”) – archipelag pochodzenia wulkanicznego na Oceanie Spokojnym, na wysokości równika, ok. 1000 km na zachód od wybrzeża Ameryki Południowej. Wyspy należą do Ekwadoru, a ich powierzchnia wynosi ok. 8 tys. km².
W 1978 roku archipelag został wpisany na listę światowego dziedzictwa UNESCO. W 2001 roku wpis poszerzono o Rezerwat Morski Galápagos.

## Nazwa
Archipelag jest znany pod wieloma nazwami.
Hiszpańska nazwa „Archipiélago de Galápagos” albo „Islas Galápagos” pochodzi od słowa „galápago” oznaczającego żółwia, co wiąże się z zamieszkującymi wyspy żółwiami słoniowymi. Raport odkrywcy wysp Tomása de Berlangi, w którym opisano żółwie „galápagos” posłużył jako źródło informacji dla flamandzkiego kartografa Abrahama Orteliusa, który nowe wyspy nazwał „Insulae de los Galápagos” i umieścił na mapie Orbisterrarum opublikowanej w 1574 roku. Także w latach 70. XVI wieku wyspy pojawiły się jako „Insulae de los Galápagos” na mapie drugiego flamandzkiego kartografa Merkatora.
Później jednak wyspy nazywano Las Encantadas (pol. „Zaczarowane Wyspy”). Z nazwą związana jest historia kapitana Diego de Rivadeneiry, uciekającego w połowie XVI w. z Peru, którego statek został zniesiony przez prądy w kierunku Galapagos. Prądy morskie były tak silne, że uniemożliwiały dopłynięcie do brzegu wysp, a żeglarzom zdawało się, że to wyspy przesuwają się po morzu – stąd miały być „zaczarowane”.
Pierwszą mapę nawigacyjną wysp sporządził w 1684 roku bukanier Ambrose Cowley, a poszczególnym wyspom nadał angielskie nazwy pochodzące od nazwisk brytyjskich rodów szlacheckich.
Po przyłączeniu wysp do Ekwadoru w 1832 roku archipelag nazwano „Archipiélago de Ecuador”. W 1892 roku w 400. rocznicę odkrycia Ameryki przez Krzysztofa Kolumba wyspy otrzymały swoją oficjalną – jednak rzadko używaną – nazwę „Archipiélago de Colón”.
Współcześnie archipelag znany jest pod nazwą „Galápagos”: większe wyspy mają nazwy zarówno hiszpańskie, jak i angielskie, a mniejsze często tylko angielskie. Wiele wysp ma po kilka nazw w obydwu językach. Angielskie nazwy zostały nadane od nazwisk brytyjskich rodów szlacheckich (Albemarle), nazwisk piratów (Bindloe czy Ewres) lub nazw statków (Beagle, Indefatigable). W sumie nazwanych jest 61 wysp i wysepek (13 większych, 6 mniejszych wysp, 42 wysepki).

## Geografia

### Położenie

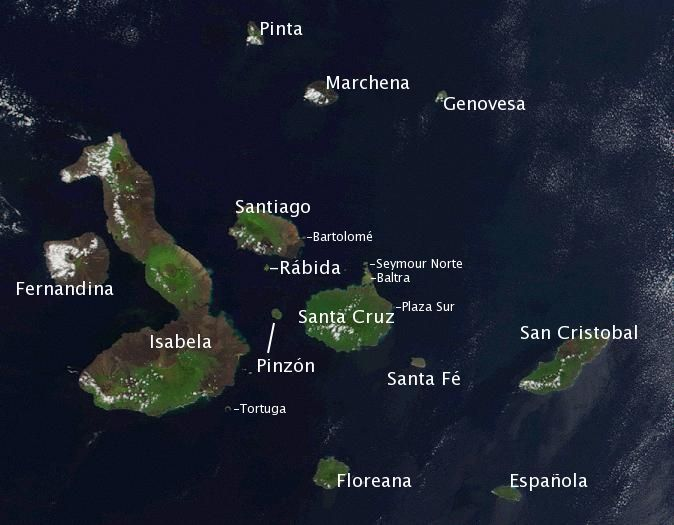
Mapa archipelagu

Archipelag leży na Oceanie Spokojnym, na wysokości równika, ok. 1000 km na zachód od ekwadorskiego wybrzeża Ameryki Południowej i ok. 1600 km od wybrzeża Panamy. Na zachód od wysp rozciąga się Ocean Spokojny, a najbliższa wyspa – Wyspa Kokosowa znajduje się w odległości ok. 960 km w kierunku północno-wschodnim.

### Podział administracyjny
Archipelag należy do Ekwadoru i znajduje się administracyjnie w prowincji Galapagos, która obejmuje trzy kantony: Isabela, San Cristóbal i Santa Cruz. Stolica prowincji, a zarazem kantonu San Cristóbal to Puerto Baquerizo Moreno na wyspie San Cristóbal. Siedziby władz kantonów Isabela i Santa Cruz znajdują się w Puerto Villamil na wyspie Isabeli oraz w Puerto Ayora na wyspie Santa Cruz. Gubernatorem prowincji jest Eliécer Cruz Bedón.

### Geologia
Archipelag Galapagos leży w zachodniej części podmorskiego grzbietu Galapagos w obrębie płyty Nazca niedaleko styku trzech płyt tektonicznych: pacyficznej, kokosowej i Nazca – węzła potrójnego Galapagos. Składa się z wysp powstałych wskutek działalności wulkanicznej związanej z istnieniem plamy gorąca Galapagos. Z wypływającej z dna oceanicznego magmy uformowały się podwodne wulkany, powiększające się z każdą erupcją. Z połączenia ich podnóży powstała podwodna platforma – platforma Galapagos. Niektóre wierzchołki wynurzyły się z wody, tworząc wyspy i wysepki.
Wskutek ruchów tektonicznych wyspy Galapagos wędrują na południowy wschód w tempie 7 cm rocznie. Każdą z większych wysp tworzy jeden wulkan tarczowy, poza Isabelą, na której znajduje się sześć wulkanów.
Archipelag pozostaje jednym z najbardziej aktywnych obszarów wulkanicznych na świecie. Najstarsze wyspy na wschodzie archipelagu utworzyły się kilka–kilkanaście milionów lat temu, najmłodsze – na zachodzie – są jeszcze w procesie tworzenia.
Ostatnie znane erupcje poszczególnych wulkanów archipelagu:
- 1150 – Ecuador[18]
- 1813 – Darwin[19]
- 1906 – Santiago[20]
- 1928 – Pinta[21]
- 1991 – Marchena[22]
- 1993 – Alcedo[23]
- 2008 – Cerro Azul[24]
- 2015 – Wolf[25]
- 2018 – La Cumbre[26]
- 2018 – Sierra Negra[26]
- 2022 – Wolf[25]

### Klimat
Klimat determinują przebiegające w pobliżu zimne prądy morskie – mimo położenia wysp na równiku panuje tu klimat podrównikowy łagodny i suchy. Temperatura powietrza rzadko przekracza 27 °C w ciągu dnia. Temperatury wody wokół wysp wahają się od 16 °C do 28 °C, w zależności od położenia i pory roku.
Występują tu dwie pory roku: pora sucha – garúa (od lipca do grudnia) i pora deszczowa (od stycznia do czerwca). W okresach granicznych pomiędzy porami (maj-czerwiec i grudzień) pogoda jest bardzo zmienna a długość okresu przejściowego waha się z roku na rok.
W okresie pory suchej wyspy opływają chłodne wody Prądu Peruwiańskiego a temperatura wody w zatoce Bahía de la Academia wyspy Santa Cruz wynosi 22 °C. Na wyspach dochodzi do inwersji termicznej i inwersji opadów. Podczas pory suchej powietrze przy morzu jest chłodniejsze niż w wyższych partiach, a na wysokości 500–1000 m formują się stratocumulusy przynoszące zamglenie nazywane z hiszpańskiego garúa (stąd nazwa pory suchej). Powietrze wilgotne kumuluje się na wysokości 300–600 m n.p.m. i jedynie wyższe partie wysp otrzymują opady. Północne stoki wulkanów pozostają poza strefą opadów. Opady deszczu w zatoce Bahía de la Academia w okresie od sierpnia do października wynoszą średnio mniej niż 10 mm.
W okresie pory deszczowej, kiedy pasaty tracą na sile, do wysp docierają cieplejsze wody z basenu panamskiego. Temperatura wody w zatoce Bahía de la Academia osiąga 25 °C. Napływ cieplejszej wody przełamuje inwersję opadów, a warunki na wyspach stają się bardziej tropikalne. Opady deszczu w zatoce Bahía de la Academia w okresie od lutego do kwietnia wynoszą średnio 50–70 mm.
Od kilku lat wody napływające w okresie pory deszczowej są znacznie cieplejsze, co spowodowane jest wpływem El Niño.
| Miesiąc                               | Sty  | Lut  | Mar  | Kwi  | Maj  | Cze  | Lip  | Sie  | Wrz  | Paź  | Lis  | Gru  | Roczna |
| ------------------------------------- | ---- | ---- | ---- | ---- | ---- | ---- | ---- | ---- | ---- | ---- | ---- | ---- | ------ |
| Rekordy maksymalnej temperatury [°C]  | 28.9 | 29.8 | 30.1 | 29.6 | 28.7 | 27.1 | 25.8 | 25.0 | 24.6 | 25.7 | 26.0 | 27.2 | 27,4   |
| Rekordy minimalnej temperatury [°C]   | 22.5 | 22.6 | 22.4 | 22.4 | 22.2 | 21.0 | 20.0 | 19.1 | 18.7 | 19.1 | 19.9 | 21.1 | 20,9   |
| Opady [mm]                            | 48   | 115  | 88   | 83   | 23   | 3    | 9    | 6    | 6    | 7    | 6    | 12   | 406    |
| Źródło: wetterkontor.de 7 lutego 2016 |      |      |      |      |      |      |      |      |      |      |      |      |        |

### Opis archipelagu

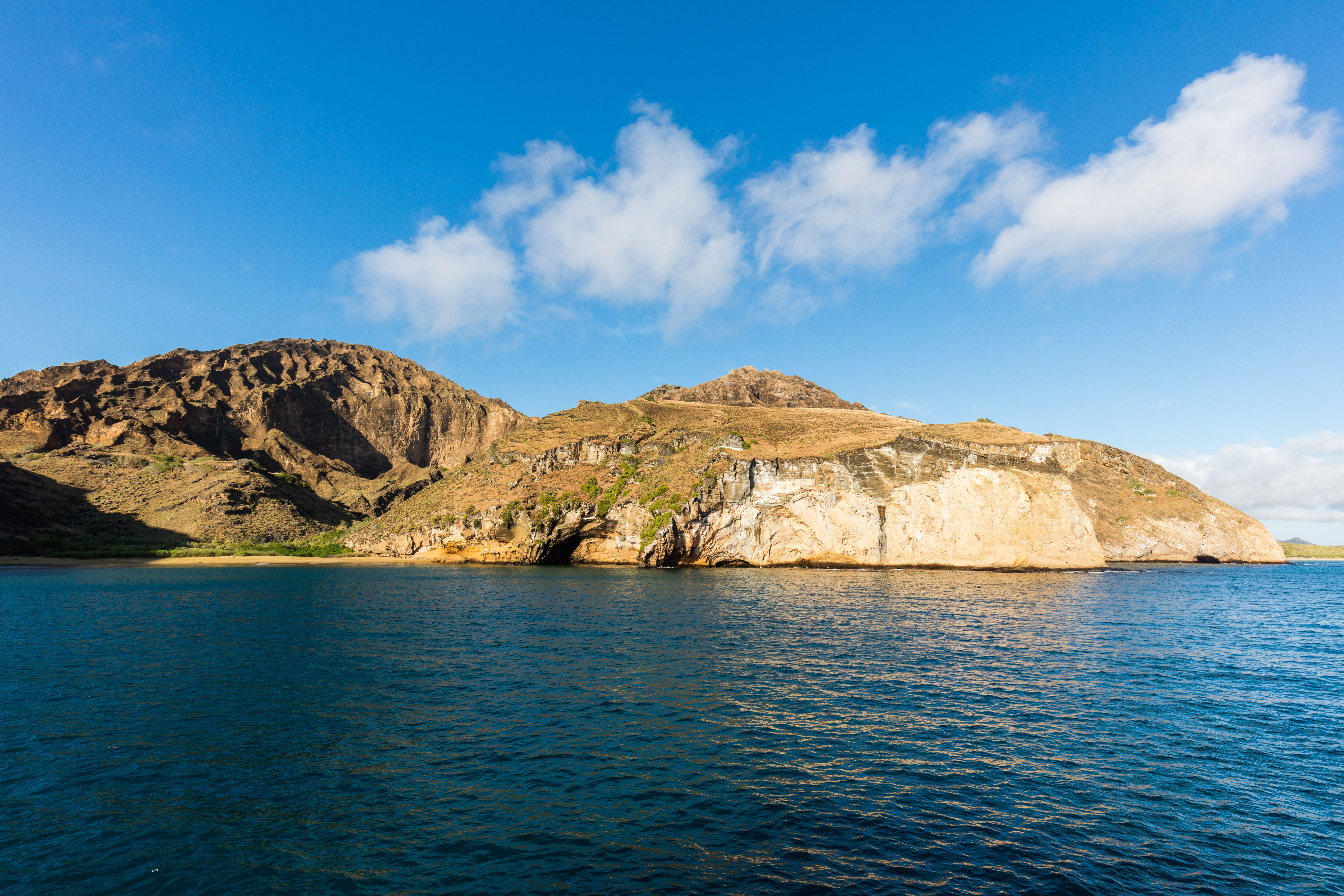
San Cristóbal

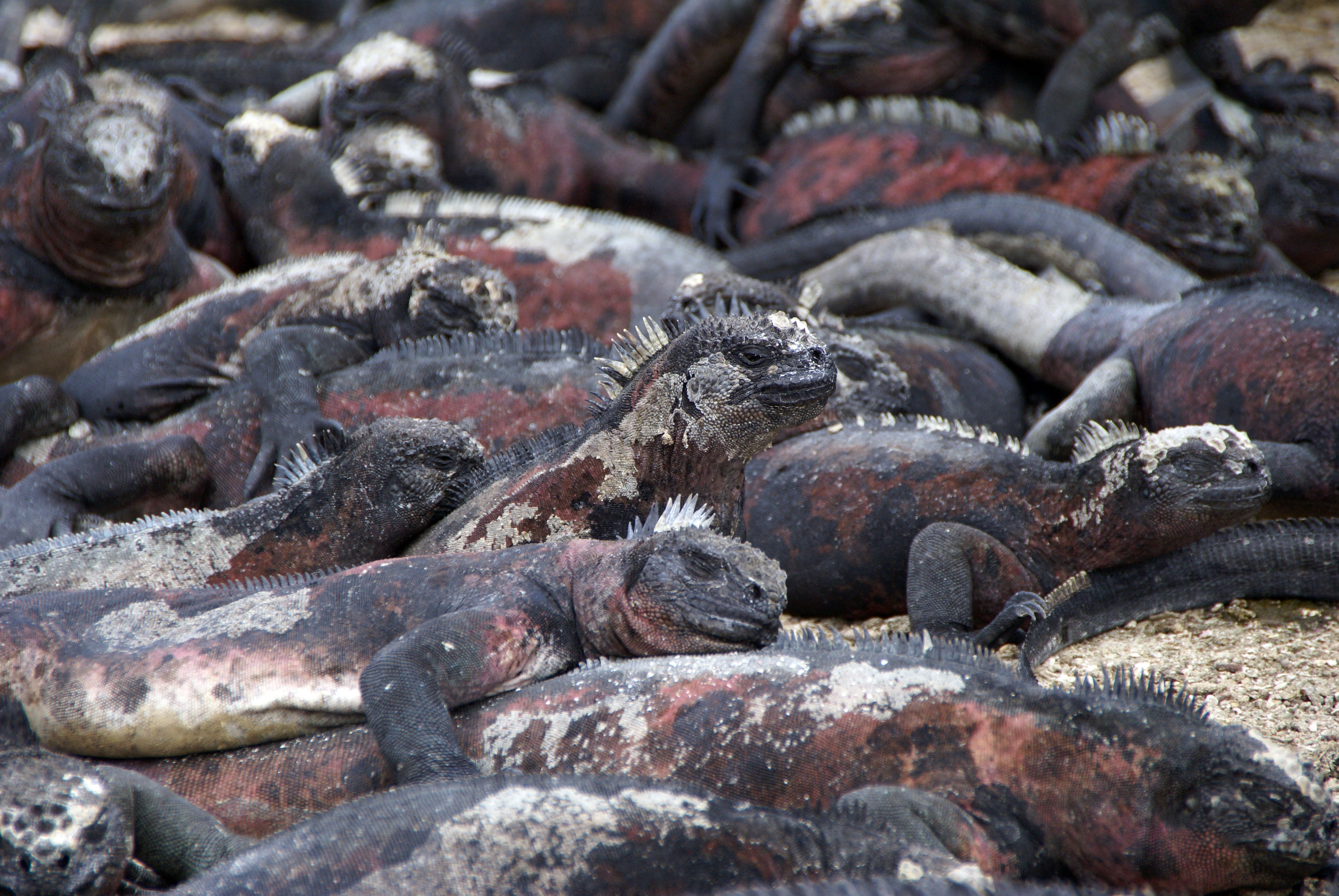
Legwany morskie

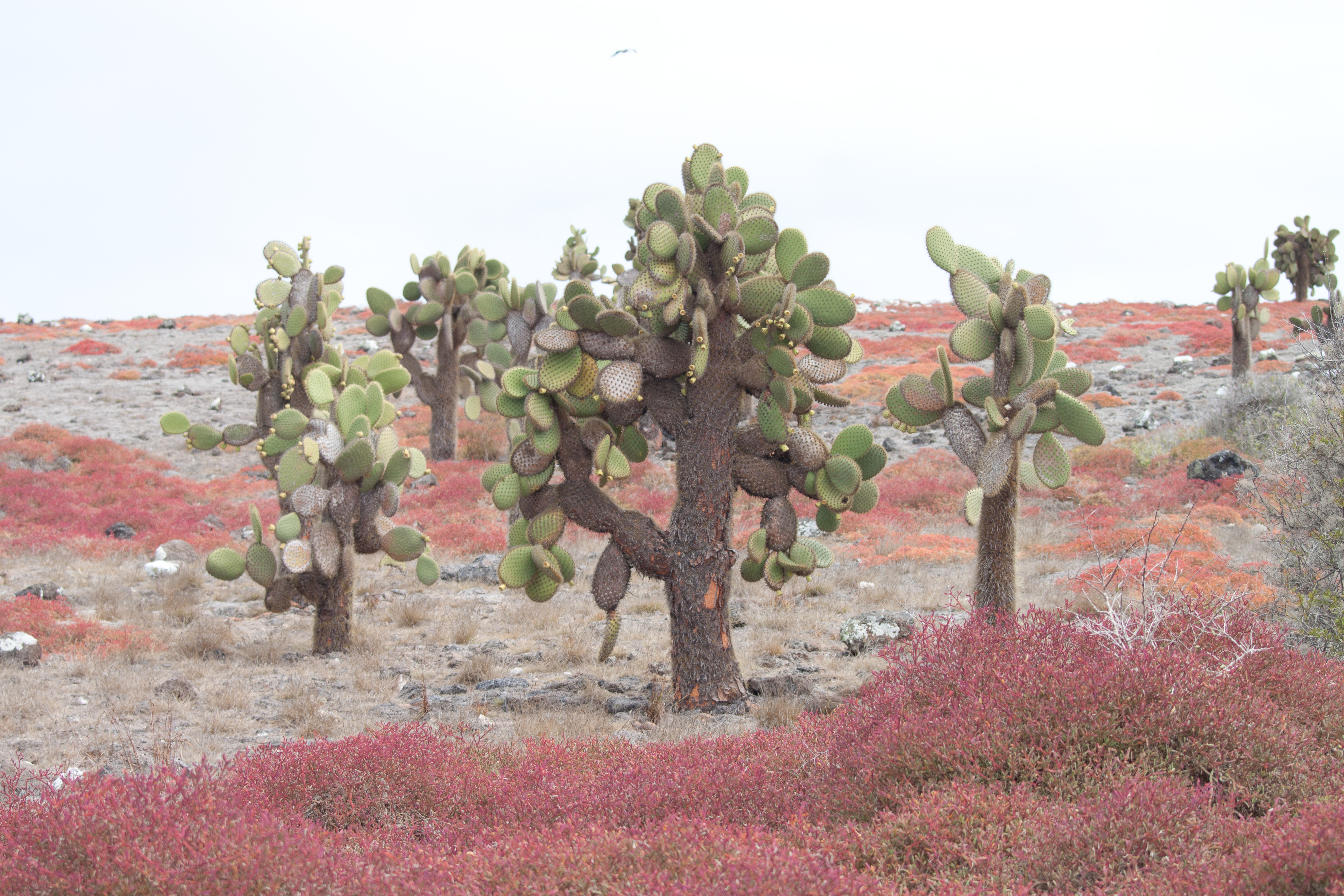
Opuntia echios

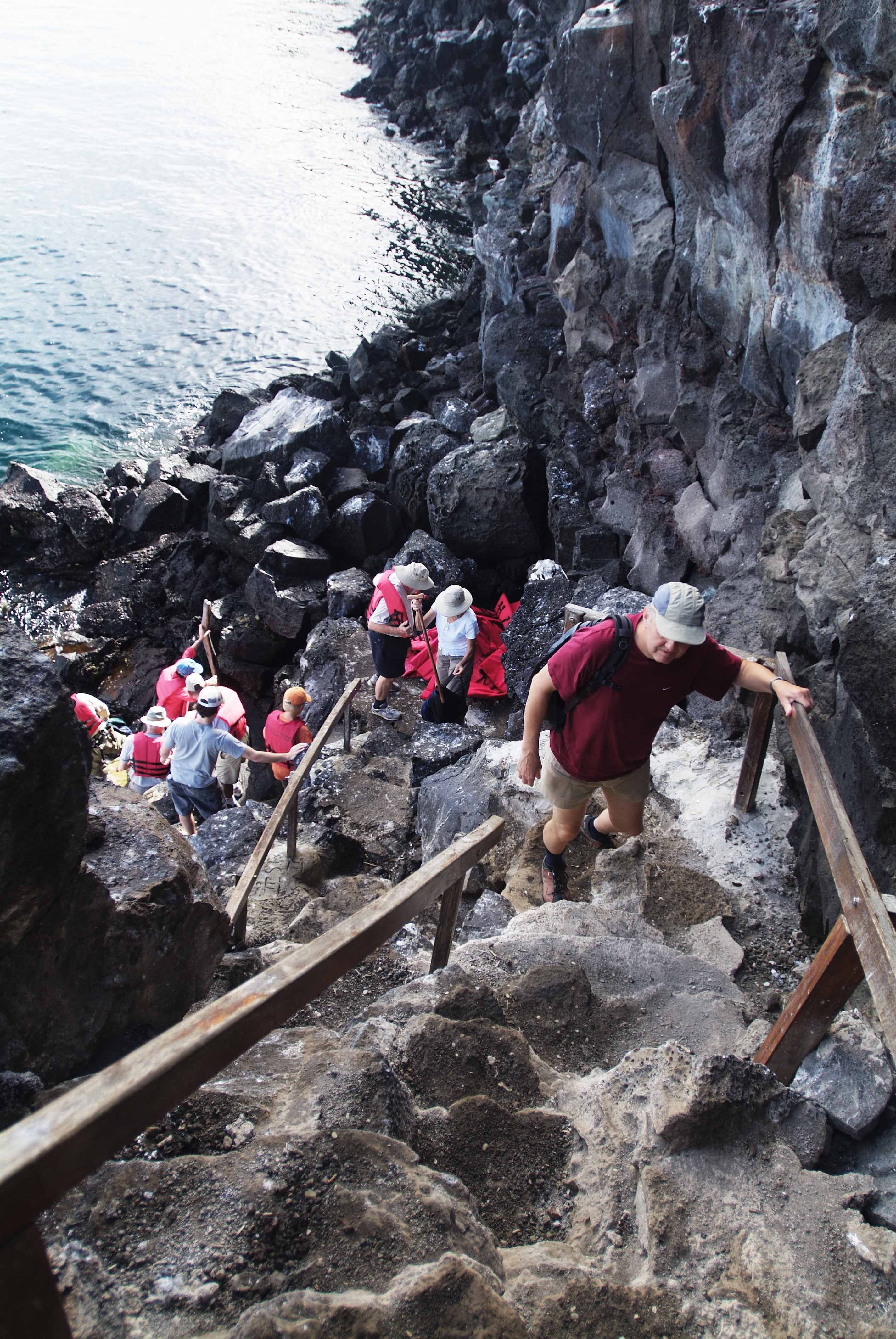
Genovesa, „schody księcia Filipa”

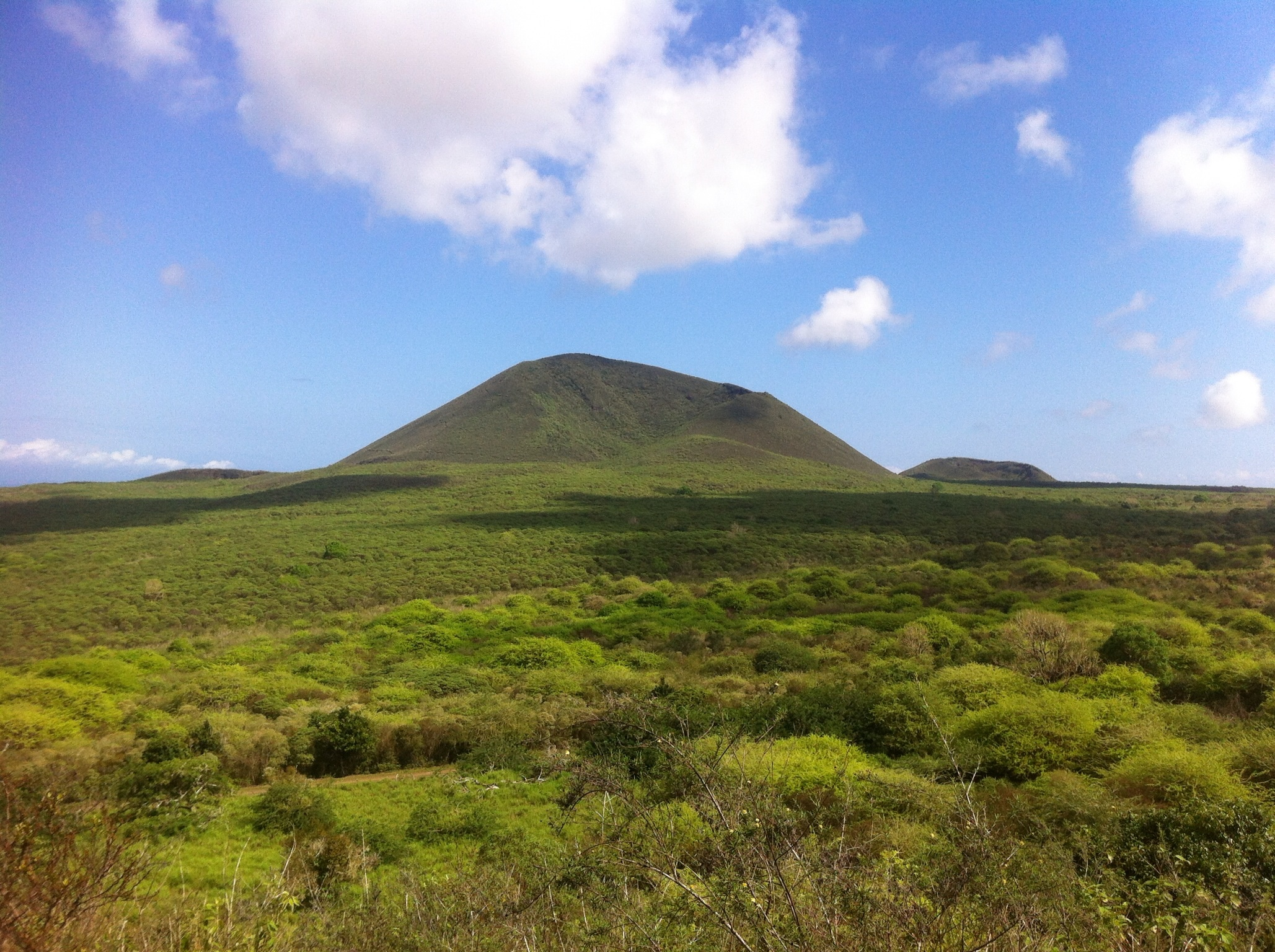
Floreana

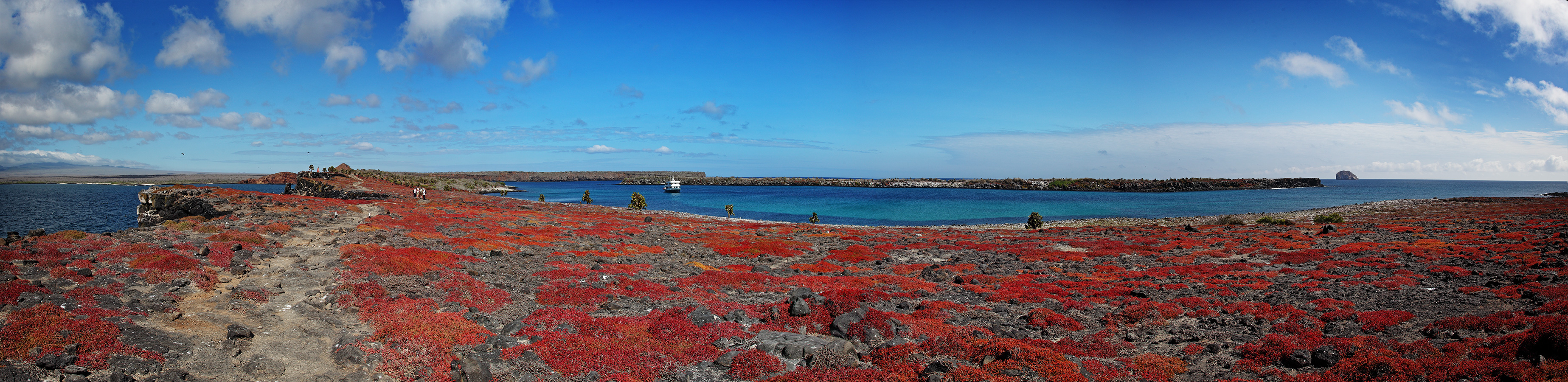
Plaza Sur

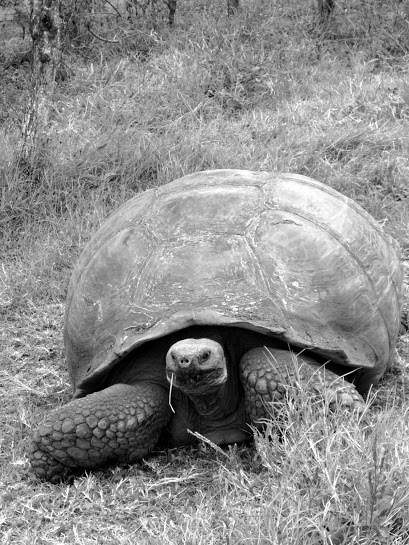
Żółw słoniowy (Chelonoidis nigra) na Santa Cruz

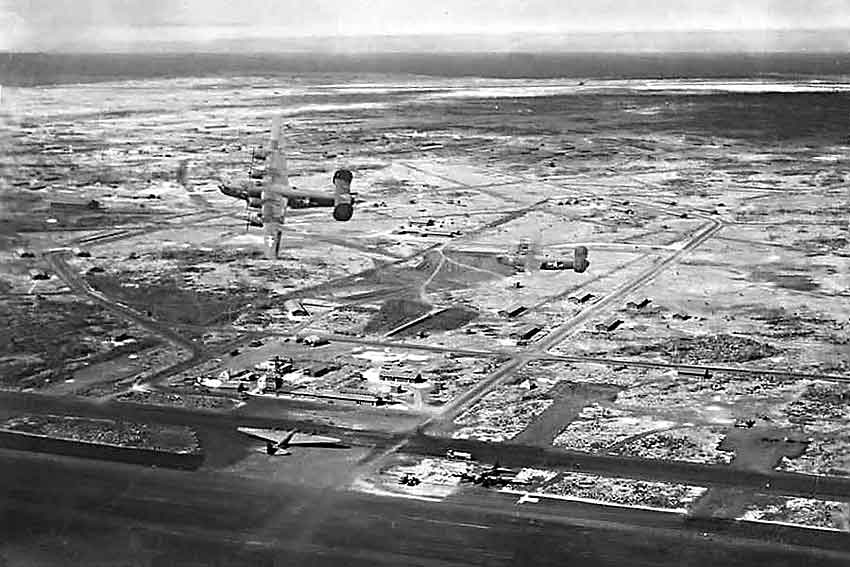
Baza lotnicza na Baltrze, 1945

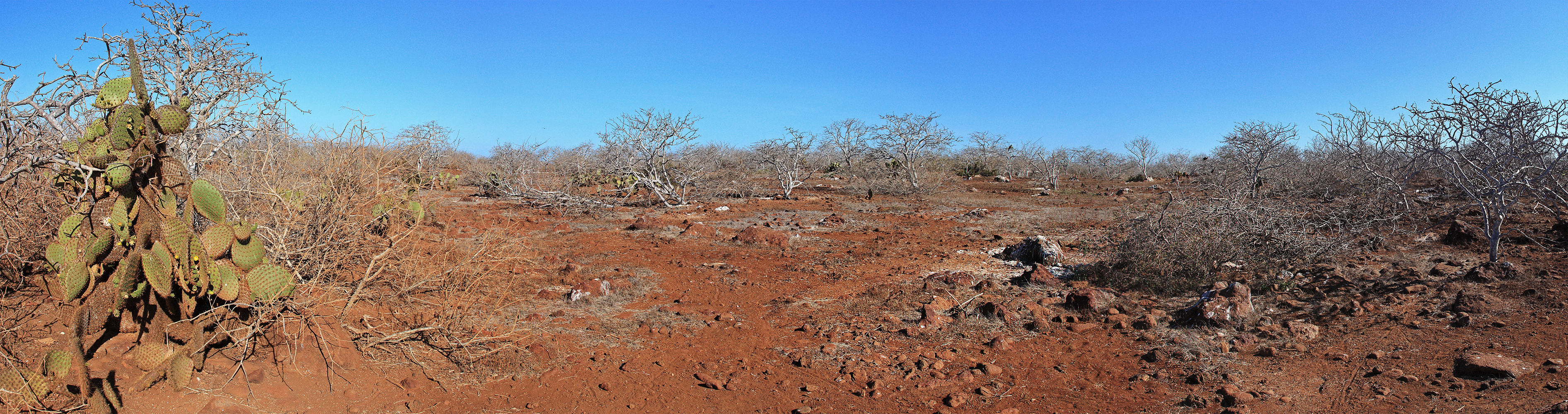
Seymour

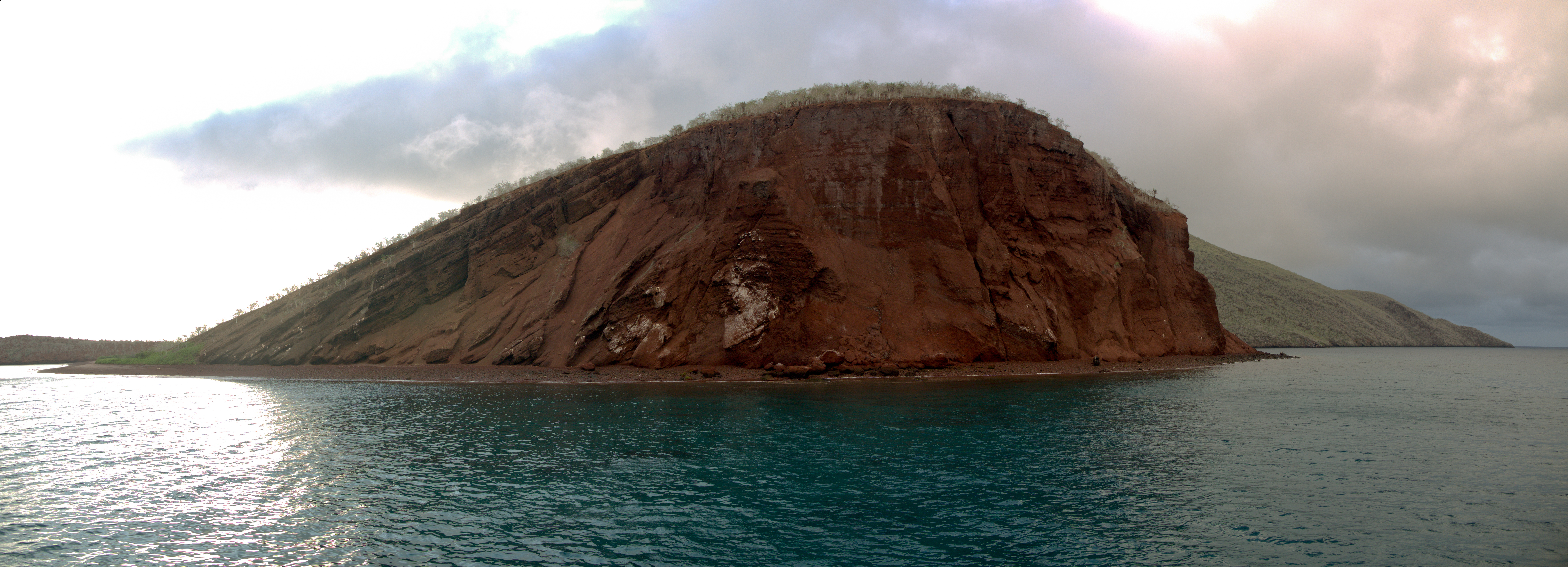
Rábida

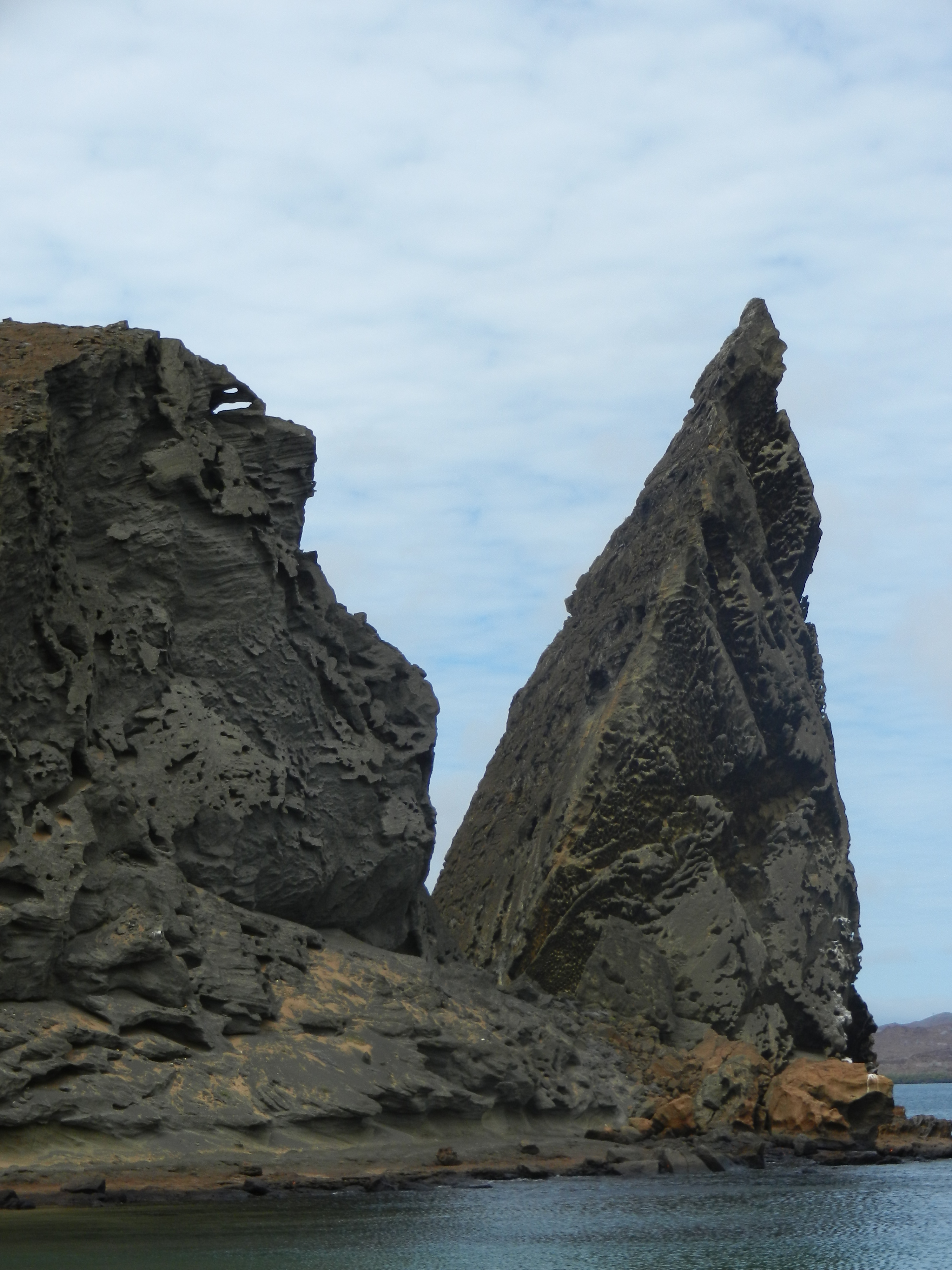
Pinnacle Rock, Bartolomé

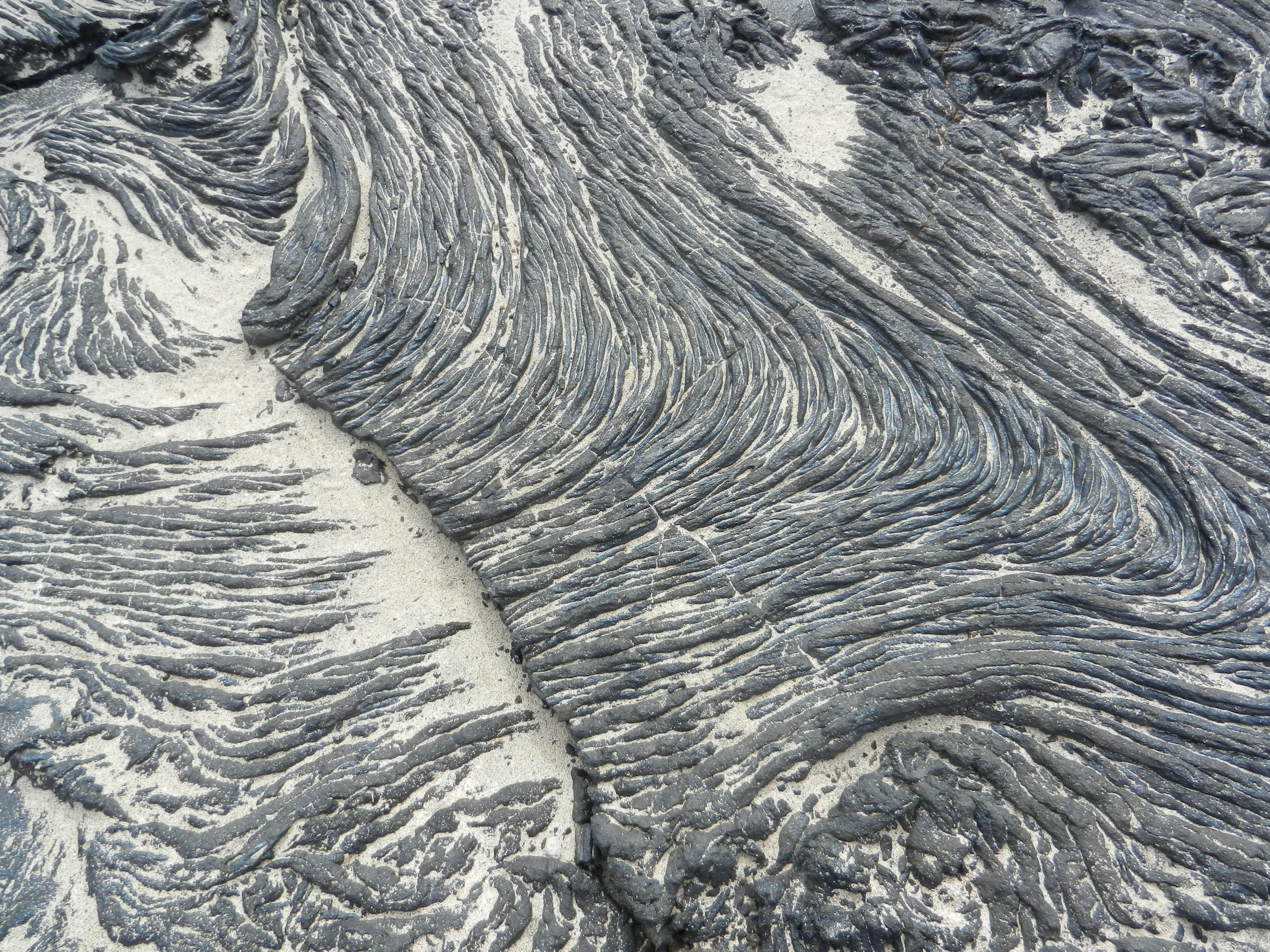
Zastygła lawa, Santiago

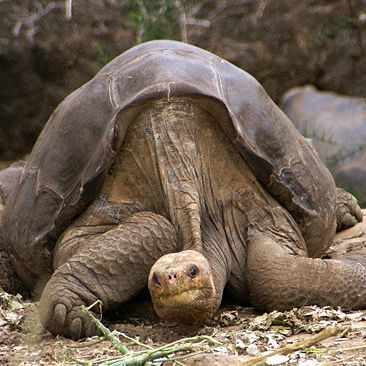
„Samotny George”

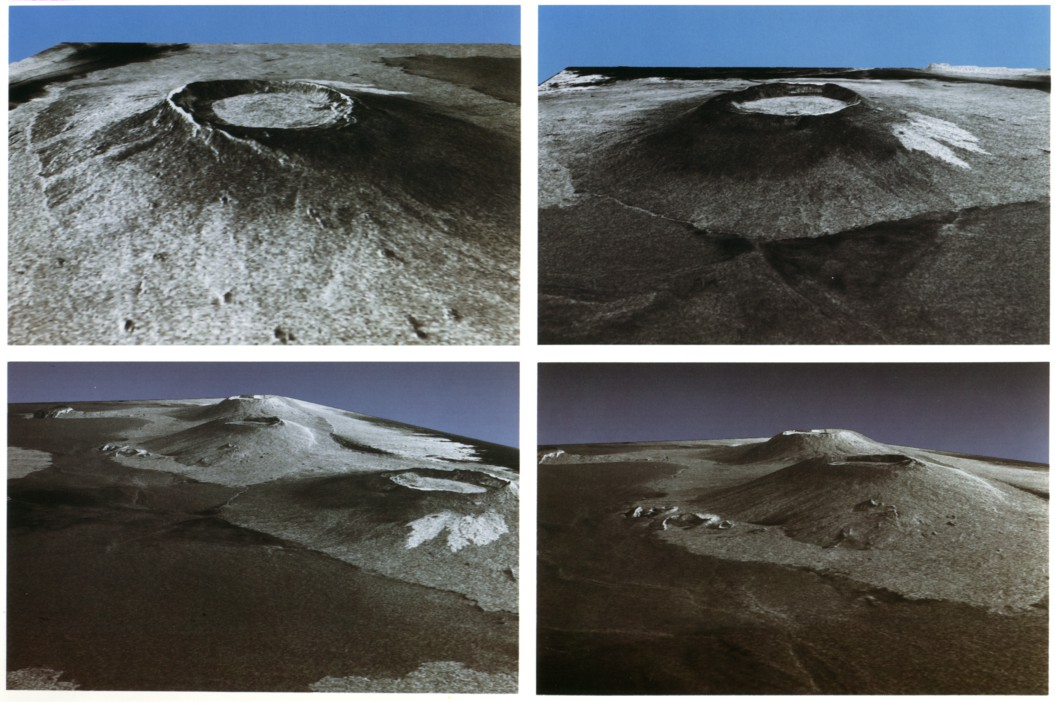
Wulkan Alcedo, Isabela

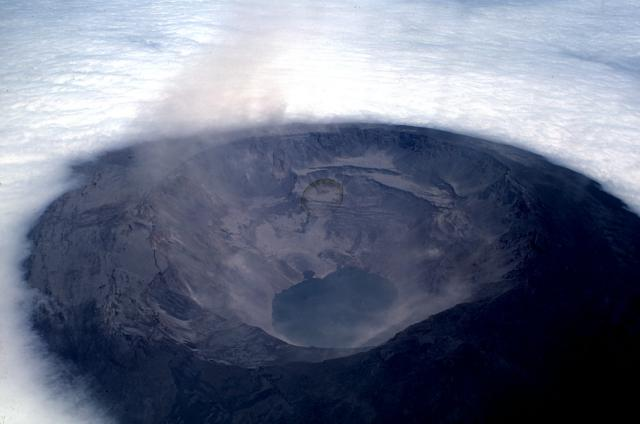
Wulkan La Cumbre, Fernandina

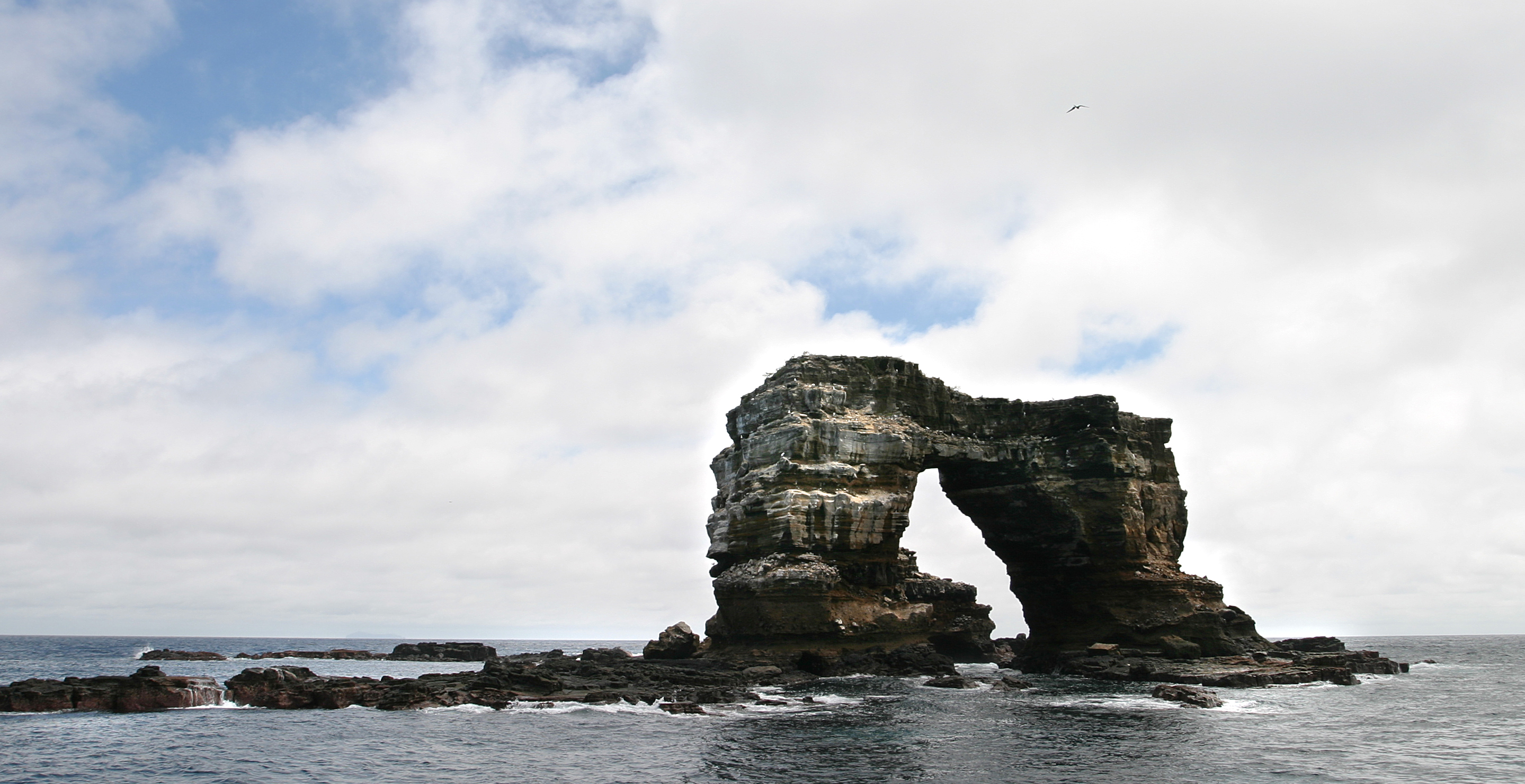
„Łuk Darwina”, Darwin

Archipelag składa się z 13 wysp o powierzchni pomiędzy 14 a 4588 km², 6 mniejszych oraz ponad 100 wysepek i skał o łącznej powierzchni 8010 km² rozrzuconych na obszarze 59,5 tys. km².
| Wyspa         | Nazwa ang.    | Kanton        | Najwyższe wzniesienie | Wysokość m | Powierzchnia km² |
| ------------- | ------------- | ------------- | --------------------- | ---------- | ---------------- |
| Isabela       | Albemarle     | Isabela       | Wolf                  | 1707       | 4588,1           |
| Santa Cruz    | Indefatigable | Santa Cruz    | Cerro Crocker         | 864        | 985,6            |
| Fernandina    | Narborough    | Isabela       | La Cumbre             | 1494       | 642,5            |
| Santiago      | James         | Santa Cruz    | Cerro Pelado          | 907        | 584,7            |
| San Cristóbal | Chatham       | San Cristóbal | Cerro San Joaquín     | 730        | 558,1            |
| Floreana      | Charles       | San Cristóbal | Cerro Pajas           | 640        | 172,5            |
| Marchena      | Bindloe       | Santa Cruz    |                       | 343        | 130              |
| Española      | Hood          | San Cristóbal |                       | 206        | 60,5             |
| Pinta (wyspa) | Abington      | Santa Cruz    |                       | 777        | 59,4             |
| Baltra        | South Seymour | Santa Cruz    |                       | 100        | 26,2             |
| Santa Fe      | Barrington    | San Cristóbal |                       | 259        | 24,1             |
| Pinzón        | Duncan        | Santa Cruz    |                       | 458        | 18,2             |
| Genovesa      | Tower         | San Cristóbal |                       | 76         | 14,1             |
| Rábida        | Jervis        | Santa Cruz    |                       | 367        | 5                |
| Seymour Norte | North Seymour | Santa Cruz    |                       | …          | 1,8              |
| Wolf          | Wenman        | Isabela       |                       | 253        | 1,3              |
| Tortuga       | Brattle       | Isabela       |                       | 183        | 1,3              |
| Bartolomé     | Bartholomew   | Santa Cruz    |                       | 114        | 1,2              |
| Darwin        | Culpepper     | Isabela       |                       | 168        | 1,1              |

#### Główne wyspy archipelagu
Lista wymienia wyspy w kolejności ze wschodu na zachód:

#### San Cristóbal(Chatham)
Hiszpańska nazwa wyspy została nadana na cześć patrona żeglarzy św. Krzysztofa, a angielska wywodzi się od nazwiska Williama Pitta, 1. hrabiego Chatham. Wyspa zajmuje obszar 558 km², a jej najwyższy punkt wznosi się na 730 m n.p.m. Wyspę zamieszkują fregaty, żółwie słoniowe, mewy widłosterne, niebieskonogie i czerwononogie głuptaki, legwany morskie, a w wodach wokół wyspy: lwy morskie i delfiny. Jedyne jezioro wody słodkiej na archipelagu – „Laguna El Junco” leży w pogórzu San Cristóbal. Stolica archipelagu – Puerto Baquerizo Moreno – jest ulokowana przy południowym końcu wyspy.

#### Española(Hood)
Hiszpańska nazwa została nadana na cześć Hiszpanii; angielska na cześć brytyjskiego admirała Samuela Hooda. Wyspa ma obszar 60,5 km² i maksymalną wysokość 206 m n.p.m. Występują tu m.in. endemiczne gatunki przedrzeźniaczy (Mimus macdonaldi), jaszczurki lawowej (Microlophus delanonis), albatros galapagoski i uszanki galapagoskie.

#### Santa Fe(Barrington)
Swą hiszpańską nazwę wyspa wywodzi od hiszpańskiego miasta Santa Fe, angielską od nazwiska brytyjskiego admirała Samuela Barringtona. Ma obszar 24 km² i maksymalną wysokość 259 m n.p.m. Porastają ją lasy kaktusowe złożone z takich gatunków jak Opuntia echios i Bursera graveolens. Występują tu m.in. dwa gatunki endemiczne – legwan z Santa Fe (Conolophus pallidus) i drobny gryzoń Aegialomys galapagoensis bauri.

#### Genovesa(Tower)
Bezludna wyspa wulkaniczna o kształcie podkowy, który zawdzięcza zapadnięciu ściany kaldery wygasłego wulkanu tarczowego. Hiszpańska nazwa wyspy wywodzi się od miasta Genui we Włoszech, gdzie urodził się Krzysztof Kolumb. Wyspa ma obszar 14 km² i maksymalną wysokość 76 m n.p.m. Bywa nazywana „ptasią wyspą” dzięki licznym i różnorodnym ptakom, które na niej gniazdują, m.in. fregaty, głuptak galapagoski, głuptak czerwononogi, mewa widłosterna, nawałniki, faeton białosterny, przedrzeźniacz blady i zięby Darwina.

#### Floreana(Charles, Santa María)
Nazwana na cześć Juana Joségo Floresa (1800–1864) – pierwszego prezydenta Ekwadoru, który przyłączył archipelag Galapagos do Ekwadoru. Nazwa „Santa Maria” odnosi się do Santa Maríi – jednej z trzech karawel Kolumba a „Charles” została nadana na cześć Karola II Stuarta. Wyspa ma obszar 172,5 km² i maksymalną wysokość 640 m n.p.m. Pierwsza zasiedlona przez ludzi wyspa Galapagos. Na wyspie występują m.in. petrele galapagoskie oraz cztery gatunki przedrzeźniaczy, z których trzy znajdują się w Czerwonej księdze gatunków zagrożonych.

#### Plaza Sur(South Plaza)
Nazwana na cześć generała Leónidasa Plazy (1865–1932) – prezydenta Ekwadoru. Ma obszar 0,13 km² i maksymalną wysokość 23 m n.p.m. Na wyspie rosną opuncje i sukulenty Sesuvium, pokrywające formacje lawy czerwonawym dywanem. Występują tu w dużej liczbie legwany morskie i lądowe, a także faetony i mewy widłosterne.

#### Santa Cruz(Indefatigable)
Hiszpańska nazwa pochodzi od Świętego Krzyża, a angielska od nazwy brytyjskiego statku HMS „Indefatigable”. Wyspa zajmuje obszar 985,5 km² a jej maksymalna wysokość to 864 m n.p.m. Najbardziej zaludniona wyspa archipelagu z miastem Puerto Ayora. Mieszczą się tu Stacja Badawcza im. Karola Darwina (ang. Charles Darwin Research Station – CDRS) i główne biuro Parku Narodowego Galapagos (ang. Galapagos National Park Directorate – GNPD). W CDRS hodowane są małe żółwie słoniowe, aby potem wprowadzić je do ich naturalnego środowiska.

#### Baltra(South Seymour)
Angielska nazwa wyspy pochodzi od nazwiska lorda Hugh Seymoura (1759–1801). Wyspa zajmuje obszar 26 km² a jej maksymalna wysokość to 100 m n.p.m. Na wyspie znajduje się główne lotnisko archipelagu – port lotniczy Seymour. Pierwsze lotnisko na wyspie zostało zbudowane podczas II wojny światowej na potrzeby bazy wojskowej amerykańskich sił powietrznych utworzonej dla ochrony zachodniego dojścia do Kanału Panamskiego. Pierwotna populacja legwanów lądowych z Baltry ucierpiała w wyniku introdukcji kóz i budowy bazy lotniczej i wymarła w 1954 roku. Legwany wprowadzono tu ponownie w latach 80.i 90. XX wieku.

#### Seymour Norte(North Seymour)
Nazwana na cześć lorda Hugh Seymoura (1759–1801). Wyspa ma obszar 1,8 km² i maksymalną wysokość 28 m n.p.m. Żyje tu duża populacja głuptaków niebieskonogich, mew widłosternych, a także jedna z największych populacji fregat. Wyspę zamieszkuje ok. 2500 legwanów lądowych.

#### Marchena(Bindloe)
Hiszpańska nazwa wyspy pochodzi od nazwiska brata Antonio Marcheny, a angielska od nazwiska kapitana Johna Bindloe. Wyspa zajmuje obszar 130 km² a jej maksymalna wysokość wynosi 343 m n.p.m. Marchenę zamieszkują m.in. endemiczna jaszczurka lawowa Microlophus habelii, myszołowy galapagoskie i uszanki galapagoskie.

#### Pinzón(Duncan)
Hiszpańska nazwa wyspy została nadana na cześć braci Pinzónów, podczas pierwszej wyprawy Kolumba kapitanów karawel Pinta – Martína Alonsa Pinzóna i Niña – Vicente’a Yáñeza Pinzóna. Angielska nazwa upamiętnia admirała Adama Duncana. Wyspa ma obszar 18,2 km² i maksymalną wysokość 458 m n.p.m. Na wyspie występują m.in. zięby Darwina, Zenaida galapagoensis, żarki oraz endemiczne gatunki jaszczurki lawowej i żółwi olbrzymich.

#### Rábida(Jervis)
Hiszpańska nazwa wyspy pochodzi od klasztoru Convento de Santa María de la Rábida w Palos de la Frontera, gdzie Kolumb zostawił swojego syna na czas podróży do Ameryki. Nazwa angielska została nadana na cześć admirała Johna Jervisa (1735–1823). Wyspa zajmuje obszar 5 km² a jej maksymalna wysokość wynosi 367 m n.p.m. Wysoka zawartość żelaza w zastygłej lawie nadaje wyspie charakterystyczny czerwony kolor. Występują tu m.in. legwany morskie, uszanki galapagoskie, flamingi chilijskie, pelikany brunatne oraz sule.

#### Bartolomé
Nazwa wyspy upamiętnia Bartholomew Sulivana (1810–1890) – oficera brytyjskiej marynarki, który był drugim oficerem na pokładzie HMS Beagle podczas wyprawy Darwina. Powierzchnia wyspy wynosi 1,2 km² a jej najwyższy punkt wznosi się na 114 m n.p.m. Najbardziej charakterystycznym punktem wyspy jest skała Pinnacle Rock, utworzona przez zastygłą lawę, schłodzoną zaraz po erupcji przez wodę morską. Wyspę zamieszkuje m.in. mała kolonia pingwinów równikowych.

#### Santiago(San Salvador, James)
Angielska nazwa wyspy „James” upamiętnia króla Anglii Jakuba II Stuarta (1633–1701), hiszpańska „Santiago” to odpowiednik angielskiego „James”, pol. Jakub. Wyspa jest znana też jako „San Salvador” w nawiązaniu do nazwy San Salvador nadanej pierwszej wyspie odkrytej przez Kolumba na Karaibach. Santiago zajmuje obszar 585 km² a jej najwyższe wzniesienie osiąga 907 m n.p.m. W XIX wieku na wyspę przywieziono kozy, świnie i osły oraz przywleczono szczury i myszy, które stanowiły zagrożenie dla gatunków endemicznych. Współcześnie wyspa jest niezamieszkana; próby osadnictwa w latach 30. XX wieku nie powiodły się, a w latach 20. i 60. XX wieku wydobywano tu sól. Świń pozbyto się w 2000 roku a kóz i osłów w 2006, dzięki czemu na wyspę powrócił derkaczyk galapagoski (Laterallus spilonota). Występują tu również m.in. zięby Darwina i myszołowy galapagoskie.

#### Pinta(Abingdon)
Hiszpańska nazwa wyspy pochodzi od Pinty – jednej z trzech karaweli Kolumba. Angielska nazwa upamiętnia szlachecki ród Abingdon. Powierzchnia wyspy wynosi prawie 60 km² a jej najwyższe wzniesienie 777 m n.p.m. W 1971 roku na wyspie został znaleziony ostatni przedstawiciel żółwi słoniowych z podgatunku Chelonoidis nigra abingdoni – „Samotny George” (ang. Lonesome George). Na wyspie występują liczne ptaki, m.in. mewa widłosterna (Creagrus furcatus) i myszołów galapagoski (Buteo galapagoensis).

#### Isabela(Albemarle)
Hiszpańska nazwa wyspy została nadana na cześć królowej Izabeli (1451–1504), która sfinansowała wyprawę Kolumba, a nazwa angielska na cześć hrabiego Albemarle. Z powierzchnią 4588 km² i długością 120km jest największą wyspą Galápagos. Kształtem przypomina konika morskiego lub Półwysep Apeniński. Wyspa powstała z połączenia sześciu wulkanów tarczowych, są to od północy na południe: Ecuador, Wolf (jednocześnie najwyższe wzniesienie na Isabeli – 1707 m n.p.m.), Darwin, Alcedo, Sierra Negra i Cerro Azul. Trzecia co do wielkości ludzka osada archipelagu – Puerto Villamil jest zlokalizowana przy południowo-wschodnim cyplu wyspy.
Żyją tu pingwiny, kormorany, legwany morskie, pelikany, głuptaki, myszołowy galapagoskie i gołębiaki plamiste. Na brzegach kraterów wulkanów można spotkać legwany lądowe i żółwie słoniowe, jak również zięby Darwina.

#### Fernandina(Narborough)
Hiszpańska nazwa wyspy upamiętnia króla Ferdynanda II Aragońskiego (1452–1516) sponsora wypraw Kolumba a angielska Johna Narborougha (1640–1688) oficera marynarki angielskiej. Wyspa zajmuje powierzchnię 642 km² a jej najwyższe wzniesienie – wulkan La Cumbre ma 1494 m n.p.m. Jest najmłodszą i najbardziej wysuniętą na zachód wyspą archipelagu. Wyspa pozostaje niezamieszkana, a turyści mogą odwiedzać jedno miejsce Punta Espinoza – krajobraz ukształtowany przez świeży wulkanizm, gdzie występują legwany morskie i kormorany nielotne, a także kaktus Brachycereus nesioticus porastający zastygłe potoki lawy.

#### Wolf(Wenman)
Hiszpańska nazwa wyspy wywodzi się od nazwiska niemieckiego geologa Theodora Wolfa (1841–1924), a angielska od tytułu szlacheckiego Wenman. Wyspa zajmuje obszar 1,3 km², a jej najwyższe wzniesienie wynosi 253 m n.p.m. Na wyspie licznie występują ptaki morskie. Jedna z zięb Darwina, podgatunek darwinki ostrodziobej Geospiza difficilis, wobec niezwykle suchego klimatu, wykształcił niezwykłe nawyki żywieniowe: pije krew innych ptaków, głównie głuptaków galapagoskich i czerwononogich. W wodach wokół wyspy występują rekiny młoty i żarłacze galapagoskie, a czasem rekiny wielorybie.

#### Darwin(Culpepper)
Hiszpańska nazwa wyspy upamiętnia Charlesa Darwina (1809–1882), który badał wyspy Galapagos podczas swojej wyprawy badawczej HMS Beagle; nazwa angielska upamiętnia angielskiego botanika Nicholasa Culpepera (1616–1654). Powierzchnia wyspy to ok. 1,1 km² a najwyższe wzniesienie – 168 m n.p.m. Na wyspie licznie występują ptaki morskie, jest to jedyne miejsce na Galapagos, gdzie gnieździ się rybitwa czarnogrzbieta. Wiele endemicznych gatunków ptaków gniazduje na „Łuku Darwina” – charakterystycznej formacji skalnej przy południowo-wschodnim brzegu wyspy. W wodach wokół wyspy występują rekiny młoty i rekiny wielorybie, żółwie morskie, manty, delfiny oraz różne ryby pelagiczne.

### Flora i fauna
Wyspy słynne są z licznych endemitów – ponad 80% wszystkich ptaków lądowych, 97% gadów i ssaków lądowych, ponad 20% gatunków morskich, a także 30% wszystkich roślin występujących na wyspach to gatunki endemiczne.

#### Flora
Na wyspach występuje ok. 552–614 rodzimych gatunków roślin naczyniowych oraz ok. 825 gatunków introdukowanych, przy czym ok. 100 z nich to gatunki inwazyjne.
Na wyspach wyróżnić można trzy strefy wegetacji:
- strefę nadbrzeżną, gdzie przeważają rośliny słonolubne, m.in. namorzyny z takimi roślinami jak Rhizophora mangle, Avicennia germinans, Conocarpus erectus czy Laguncularia racemosa[61]. Wśród nich schronienie znajdują iguany i lwy morskie, i gniazduje wiele ptaków, m.in. pelikany i fregaty[60]. Na piaszczystych wydmach rosną: Heliotropium curassavicum, Sesuvium, Nolana galapagensis, Wilec kozie kopytko, Batis maritima czy Scaevola plumieri[62];
- strefę suchą (do ok. 200 m), gdzie występują rośliny sucholubne, m.in. sukulenty[60]. Rosną tu m.in. Jasminocereus thouarsii, Brachycereus nesioticus, Mollugo flavescens czy Castela galapageia[62]. Występują tu iguany, węże, skorpiony i gekkony, a także wiele ptaków[63];
- strefę wilgotną (powyżej 300 m) – jedynie w wyższych partiach większych wysp – gdzie występują higrofity, m.in. drzewa Scalesia[60], Zanthoxylum fagara, Chiococca alba, Psidium galapageium, introdukowana gujawa pospolita, Cyathea weatherbyana[64].

#### Fauna

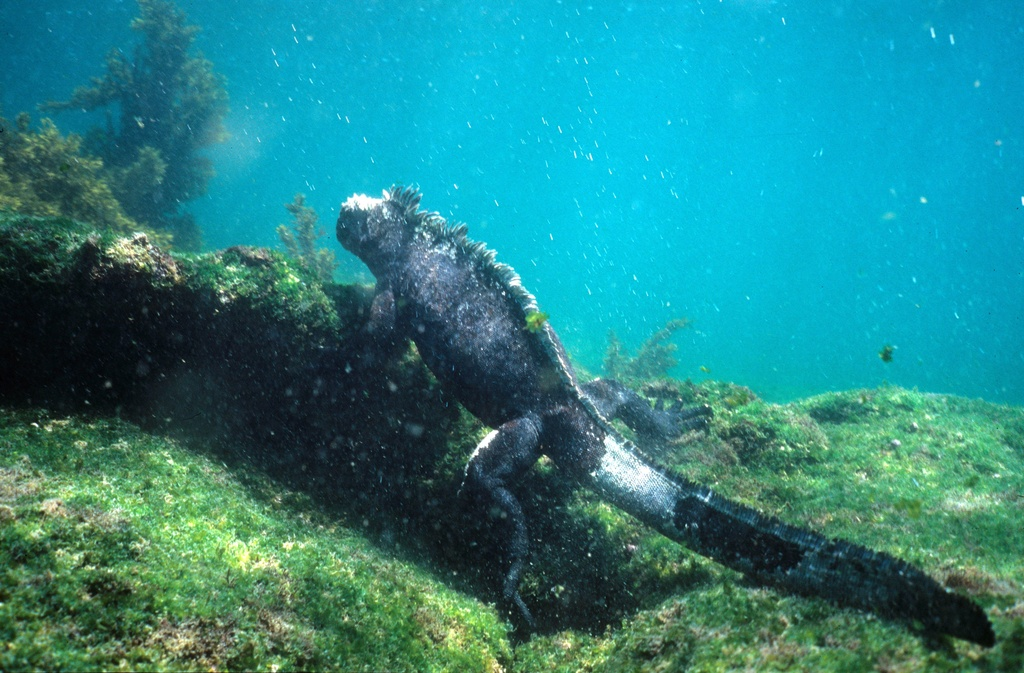
Legwan morski

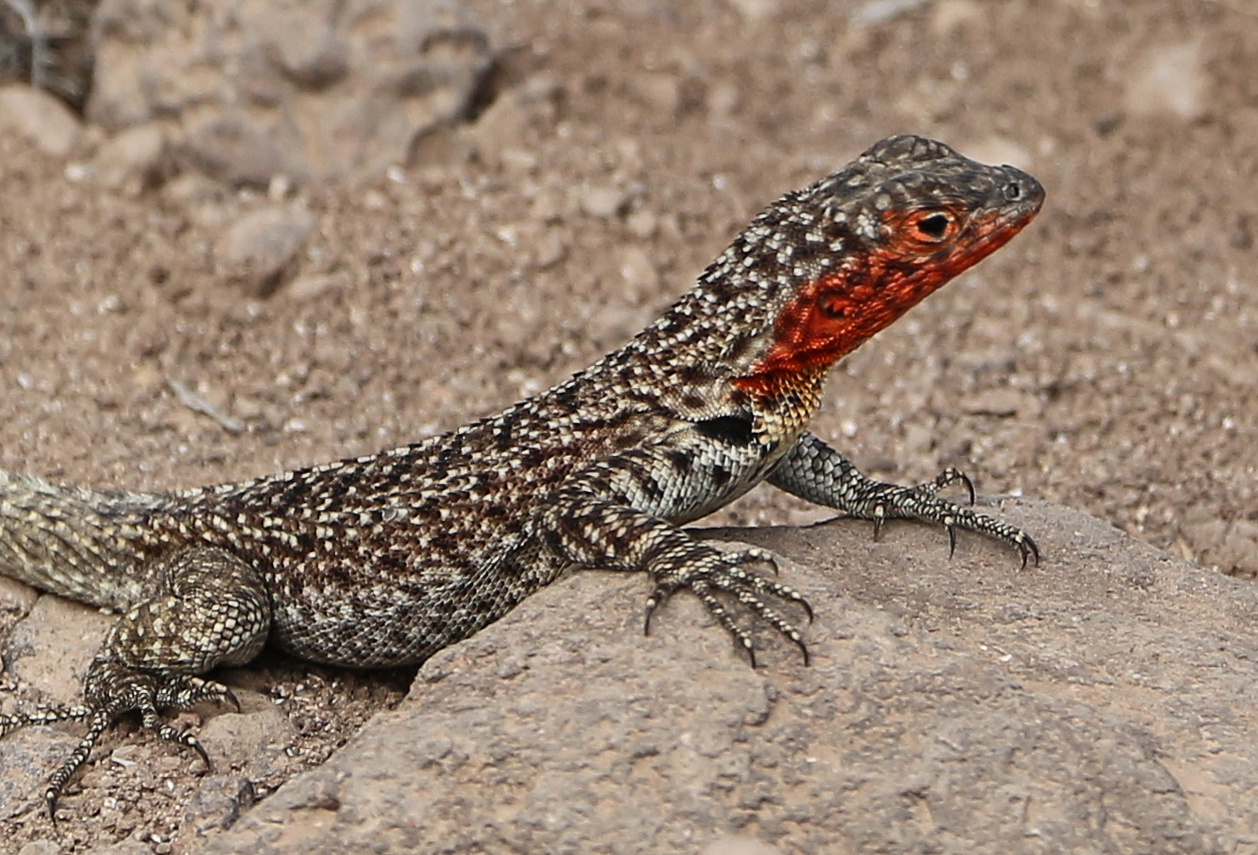
Microlophus albemarlensis na wyspie Santa Fe

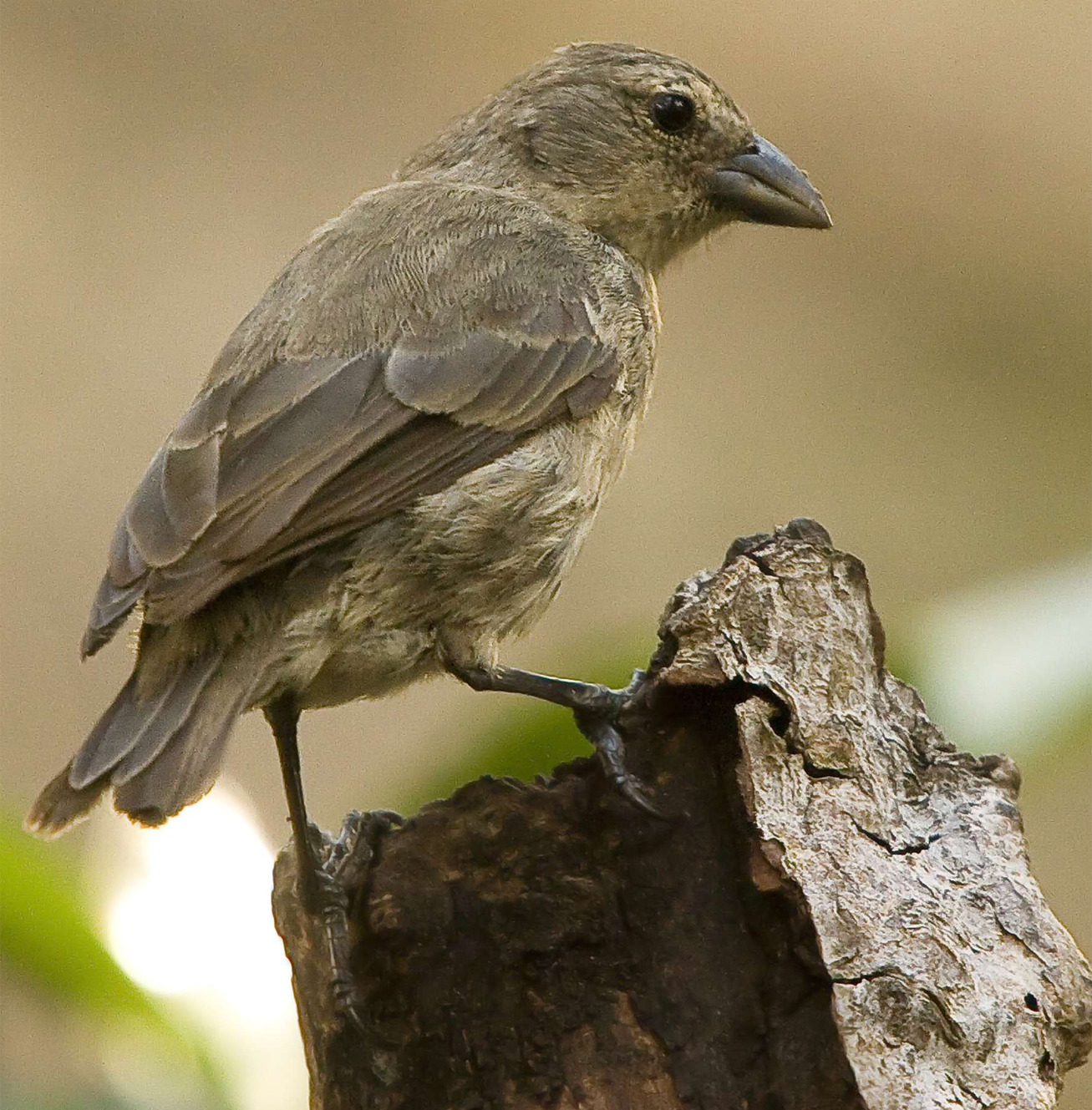
Kłowacz namorzynowy (Camarhynchus heliobates)

Na 57 gatunków zaobserwowanych ssaków, 16 to endemity a 8 to gatunki, które wyginęły (5 gatunków wyginęło zanim na archipelag przybyli ludzie). Gady reprezentowane są przez wiele gatunków jaszczurek (legwany lądowe i morskie, jaszczurki lawowe, gekony), 1 żółwi i 4 węży. Na wyspach nie występowały płazy. Na 178 gatunków zaobserwowanych tam ptaków, aż 56 nie występuje nigdzie indziej. 51% wszystkich organizmów na wyspie to bezkręgowce lądowe, przy czym dokładna liczba gatunków nie jest znana – w 2001 roku liczba gatunków opisanych w literaturze wynosiła 2289, a prawie 52% z nich to endemity.
Niektóre gatunki endemiczne występujące na Galapagos:
- Uszanka galapagoska (Zalophus wollebaeki) – gatunek zagrożony, ich populacja zmniejszyła się o 60–65% na przestrzeni 36 lat do ok. 9200-10600[70]
- Kotik galapagoski (Arctocephalus galapagoensis) – gatunek zagrożony, ich populacja zmniejszyła się o 50% na przestrzeni 24–35 lat

do 15 tys. w 2001 roku
- Legwany lądowe – na Galapagos żyje ok. 5–10 tys. legwanów lądowych z dwóch gatunków narażonych na wyginięcie[72], trzeci gatunek – krytycznie zagrożony został odkryty w 1986 roku i opisany w 2009 roku.
  - Legwan galapagoski (Conolophus subcristatus) – występuje na sześciu wyspach archipelagu (Fernandina, Isabela, Santa Cruz, Plaza Sur, Seymour Norte i Baltra)[73][72]
  - Legwan z Santa Fe (Conolophus pallidus) – występuje wyłącznie na wyspie Santa Fe[72]
  - Conolophus marthae – występuje wyłącznie na wulkanie Wolf, krytycznie zagrożony[74][75]
- Legwan morski (Amblyrhynchus cristatus) – jedyna jaszczurka żywiąca się w morzu na świecie, występuje na dziesięciu wyspach archipelagu (Baltra, Daphne, Darwin, Marchena, Pinzon, Rabida, Santa Fe, Seymor, Sin Nombre i Wolf), gatunek narażony na wyginięcie[76]
- Żółw słoniowy (Chelonoidis nigra)
  - † Chelonoidis nigra abingdoni – ostatnim przedstawicielem podgatunku był „Samotny George” (ang. Lonesome George)[53]
  - Chelonoidis nigra becki
  - Chelonoidis nigra chathamensis
  - Chelonoidis nigra darwini
  - † Chelonoidis nigra duncanensis
  - Chelonoidis nigra guentheri
  - Chelonoidis nigra hoodensis
  - Chelonoidis nigra microphyes
  - † Chelonoidis nigra nigra
  - Chelonoidis nigra porteri
  - Chelonoidis nigra vandenburghi
  - Chelonoidis nigra vicina
- Microlophus potocznie „jaszczurki lawowe” – 7 gatunków[77]
  - Microlophus albemarlensis
  - Microlophus bivittatus
  - Microlophus delanonis
  - Microlophus duncanensis
  - Microlophus grayii
  - Microlophus habelii
  - Microlophus pacificus
- Phyllodactylus potocznie „gekony galapagoskie” – 6 gatunków
- Zięby Darwina
- Pingwin równikowy (Spheniscus mendiculus) – gatunek pingwina gnieżdżący się najdalej na północ, gatunek zagrożony[78]
- Nielotny kormoran galapagoski (Phalacrocorax harrisi) – występuje na wyspach Fernandina i Isabela, gatunek narażony na wyginięcie[79]
- Myszołów galapagoski (Buteo galapagoensis) – występuje na wyspach Santiago, Española, Isabela, Fernandina, Pinta, Marchena, Pinzón i Santa Fe, gatunek narażony na wyginięcie[80]
- Gołębiak plamisty (Zenaida galapagoensis)[81]
- Mewa galapagoska (Larus fuliginosus) – gatunek narażony na wyginięcie[82]

## Historia

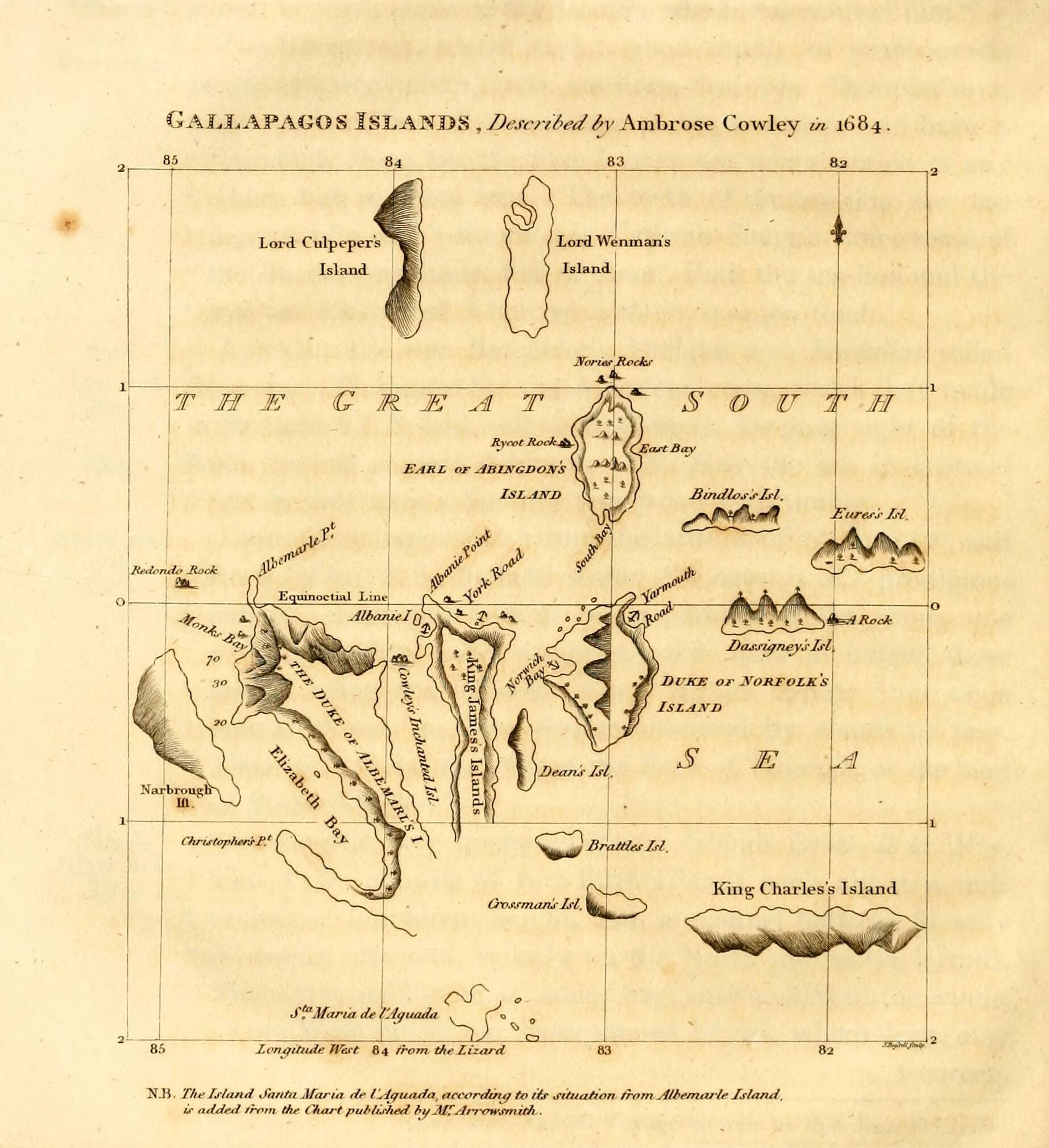
Mapa nawigacyjna Galapagos autorstwa Ambrose’a Cowleya z 1684 roku

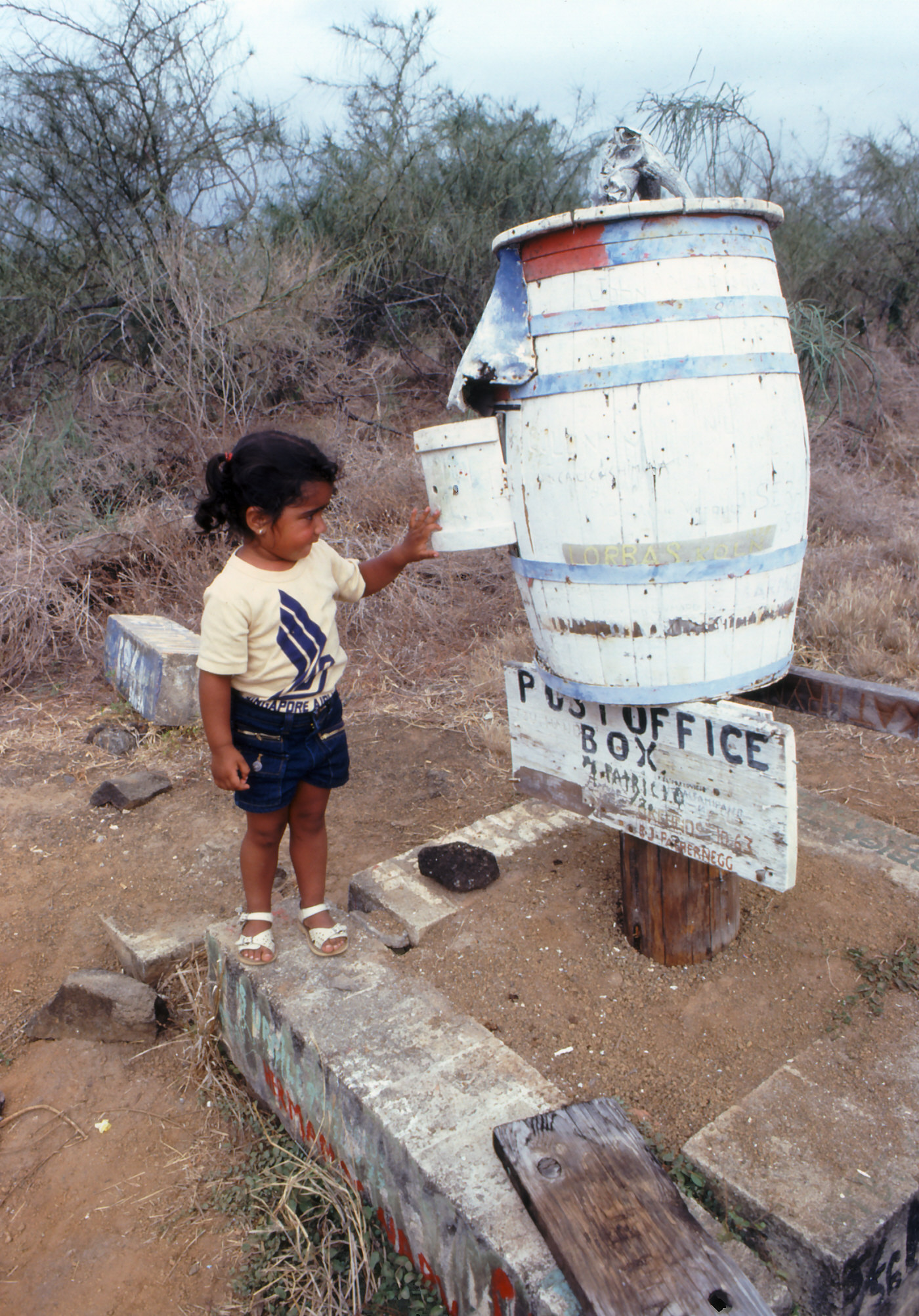
Beczka pocztowa na Floreanie

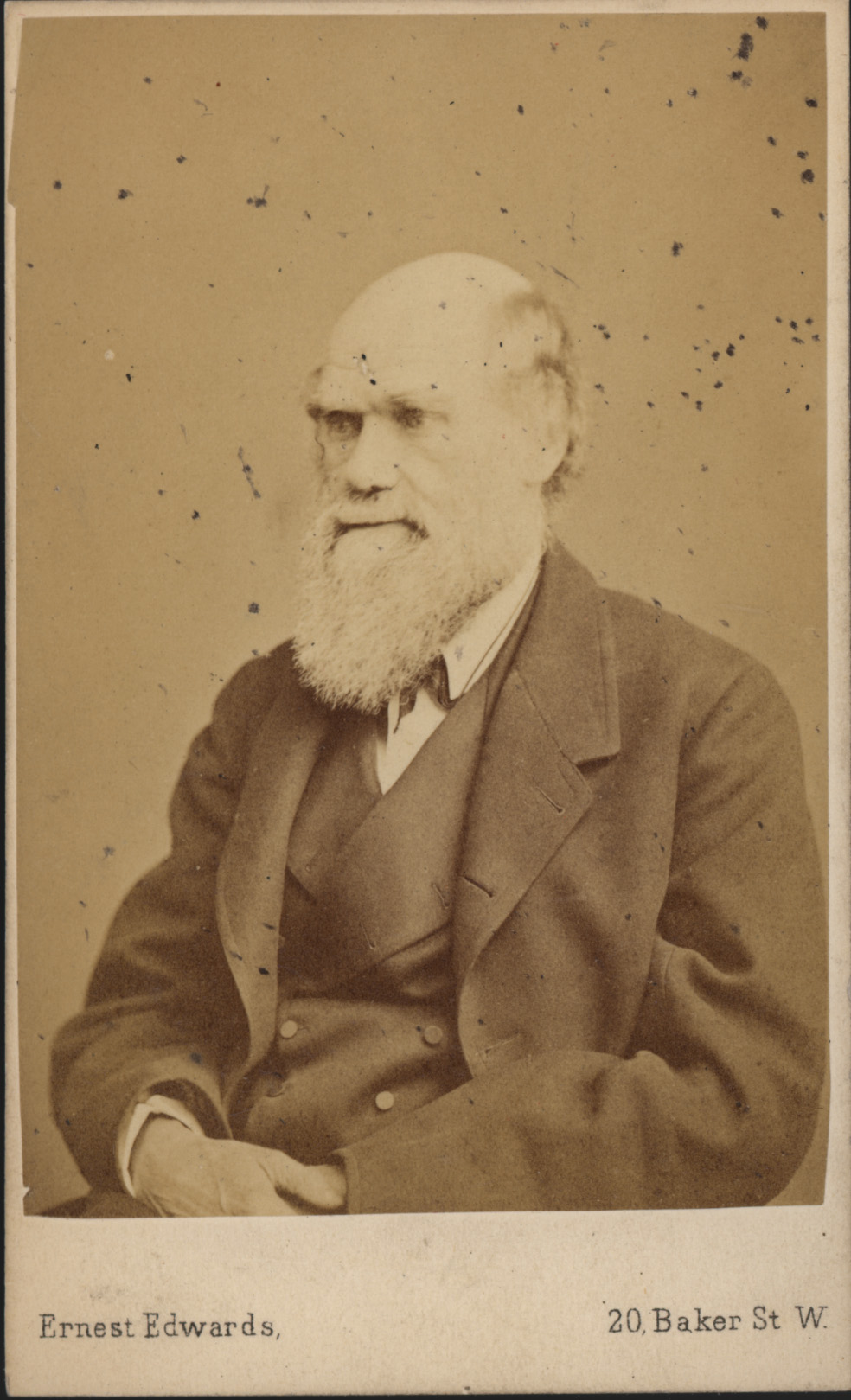
Charles Darwin (1809–1882)

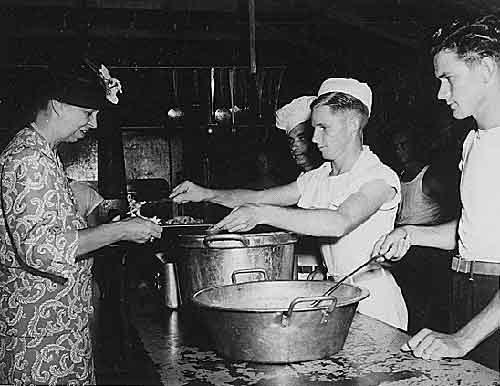
Eleanor Roosevelt (1884–1962) wizytująca wojska amerykańskie na Galapagos, 1944

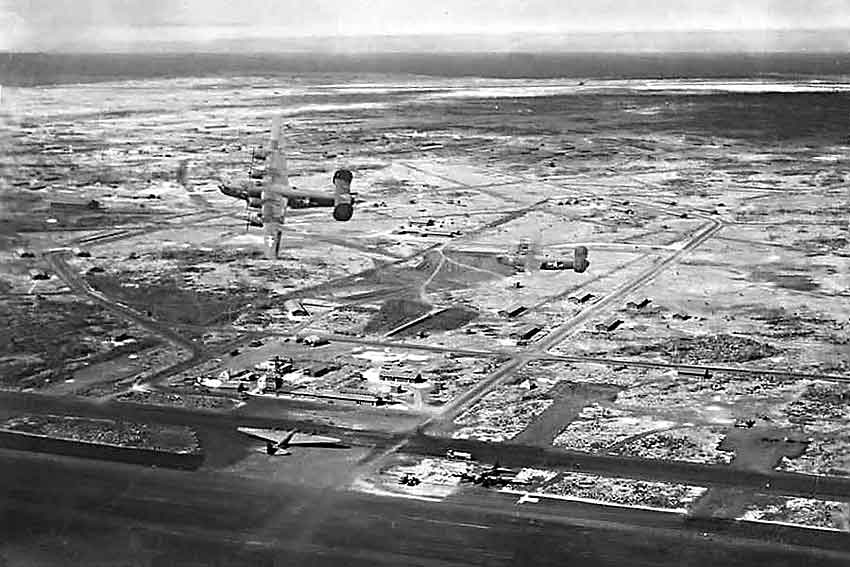
Amerykańska baza lotnicza na Baltrze, 1945

### Odkrycie
Wyspy Galapagos zostały odkryte przypadkiem 10 marca 1535 roku przez biskupa Panamy Tomása de Berlangę (1487–1551), który z rozkazu Karola V Habsburga był w drodze z Panamy do Peru, by zażegnać toczące się tam spory po podboju Inków. Podczas podróży żeglarzy zaskoczyła cisza na równiku (ang. doldrums) i statek biskupa zaczął dryfować, a następnie został porwany silnym prądem morskim ku wyspom. Załodze zaczęło brakować wody pitnej, co zmusiło marynarzy do poszukiwania jej na wyspach. Zamiast wody, znaleźli foki, wielkie żółwie, legwany i ptaki. Dwóch członków załogi zmarło i dziesięć koni padło, pozostali, by przeżyć żuli miąższ kaktusów. Wrażenia z pobytu na wyspach de Berlanga zawarł w swoim sprawozdaniu dla Karola V – znalazły się w nim pierwsze opisy wielkich żółwi i legwanów. De Berlanga zwrócił uwagę na to, że ptaki na wyspach nie czują lęku przed człowiekiem.
Raport de Berlangi posłużył za źródło informacji dla flamandzkiego kartografa Abrahama Orteliusa, który umieścił je na mapie opublikowanej w 1574 roku, pod nazwą Isolas de Galápagos. Także w latach 70. XVI wieku wyspy pojawiły się jako Insulae de los Galápagos na mapie drugiego flamandzkiego kartografa Merkatora.

### Piraci
Od późnego XVI do wczesnego XVII wieku wyspy używane były przez piratów jako baza wypadowa do wypraw na hiszpańskie porty kolonialne. Piraci odwiedzali wyspy, aby znaleźć wodę i zrobić zapasy mięsa z żółwi, ukrywali też tu zrabowane Hiszpanom dobra.
W latach 80. XVII wieku na wyspy przybyli angielscy bukanierzy William Dampier (1652–1715) i Ambrose Cowley. W 1684 roku Cowley sporządził pierwszą mapę nawigacyjną wysp a poszczególnym wyspom ponadawał nazwy od nazwisk brytyjskich rodów szlacheckich, którzy popierali bukanierów. Najprawdopodobniej to właśnie bukanierzy przywlekli na swoich statkach na wyspy szczury. Dampier opisał jako jeden z pierwszych wysp Galapagos pod kątem przyrodniczym w swojej relacji z wyprawy „Nowa podróż dookoła świata” (ang. A New Voyage Round the World), która ukazała się drukiem w 1697 roku. Był to zarazem pierwszy opis wysp w języku angielskim. Dampier wprowadził do języka angielskiego ponad 1000 nowych słów, m.in. pojęcie „lew morski” (ang. sea lion).
Około 1708 roku na wyspach znalazł się Alexander Selkirk (1676–1721) – rozbitek, prawdopodobnie pierwowzór postaci Robinsona Crusoe’a, który przypłynął na jednym ze statków korsarza Woodes’s Rogersa (1679–1732). Rogers podjął Selkirka z Juan Fernández i udał się na Galapagos, by podreperować swoje dwa statki.
W 1790 roku przybyła na Galapagos pierwsza wyprawa badawcza pod kierownictwem Alessandro Malaspiny (1754–1810), jednak sprawozdania z tej wyprawy zaginęły.

### Wielorybnicy
Pod koniec XVIII wieku wieloryby na Atlantyku zostały wytrzebione i wielorybnicy poszukiwali nowych akwenów do ich połowu, zapuszczając się na Pacyfik. Pierwszych połowów na Pacyfiku dokonał Kapitan James Shields of Emilia ok. 1788 roku, a do 1790 roku przynajmniej dziewięć angielskich statków wielorybniczych działało w regionie. W 1791 roku dołączyli do nich Amerykanie z ośrodka wielorybniczego w Nantucket.
Na zlecenie admiralicji brytyjskiej i firmy wielorybniczej Samuel Enderby & Sons, w 1793 roku na wyspy przybył kapitan James Colnett (1753–1806), by sprawdzić czy archipelag nadaje się na bazę dla wielorybników angielskich. Sporządził wówczas pierwsze dokładne mapy nawigacyjne regionu, które opublikowano w 1798 roku. W regionie zastał liczne foki i kaszaloty, które miały tu zarówno swoje żerowiska, jak i tereny godowe.
Od tego czasu przez ponad sto lat – aż do odkrycia w 1819 roku nowych akwenów w pobliżu Japonii – wyspy były wykorzystywane jako źródło mięsa i wody przez wielorybników i łowców fok. Wielorybnictwo było bardzo dochodowym interesem w pierwszej połowie XIX wieku, co spowodowało zdziesiątkowanie nie tylko wielorybów, ale też olbrzymich żółwi z Galapagos. W latach 1811–1844, wielorybnicy mieli zabrać z wysp ponad 15 tys. żółwi, a podczas swojej długiej działalności w regionie zabrali ich najprawdopodobniej 100 tys. W 1890 roku kotiki galapagoskie zostały uznane za wymarłe.
Pod koniec XVIII wieku na Floreanie usytuowano punkt pocztowy – beczkę, do której marynarze z przepływających statków mogli wrzucać listy, a inni w drodze do Stanów Zjednoczonych i Anglii je zabierali. Zatoka, przy której znajdowała się beczka została nazwana Post Office Bay. Oryginalna beczka uległa zniszczeniu, jednak do dziś znajduje się tu skrzynka pocztowa.
W 1813 roku na wyspy przybyli Amerykanie na pokładzie fregaty „Essex”, którzy z uwagi na toczącą się wojnę z Wielką Brytanią rozprawili się z jej tamtejszą flotą wielorybniczą. Odtąd wielorybnictwo na Pacyfiku stało się domeną amerykańską.
Kapitan fregaty David Porter wypuścił na wyspę Santiago cztery kozy, by się tam pasły. Kozy jednak uciekły, stając się zagrożeniem dla gatunków lokalnych. Porter, jako jeden z pierwszych, opisał różnice pomiędzy żółwiami na poszczególnych wyspach archipelagu.

### Galapagos i teoria ewolucji
Prawdziwy rozgłos wyspy Galapagos uzyskały w XIX w. dzięki wyprawie Charlesa Darwina, który zaokrętował się jako przyrodnik podczas rejsu HMS Beagle na wodach Ameryki Południowej. Beagle przybył na wyspy 15 września 1835 roku. Darwin zbadał cztery wyspy: San Cristóbal (w dniach 17–22 września), Floreanę (24–27 września), Isabelę (29 września – 2 października) oraz Santiago (8–17 października). Podczas 22-dniowego pobytu na wyspach Darwin zebrał okazy 186 gatunków, z czego 97 dotąd nieznanych oraz sporządził szczegółowe opisy geologiczne wysp. W swoich badaniach Galapagos Darwin koncentrował się raczej na geologii niż na biologii wysp.
Wizyta Darwina na Galapagos miała miejsce przed sformułowaniem jego teorii ewolucji. Na poparcie jego teorii ewolucji niejednokrotnie wskazywano zjawiska przyrodnicze, zaobserwowane na archipelagu, w szczególności badania ptaków, które później nazwano ziębami Darwina. Jednak w swoich notatkach z wyprawy Darwin prawie w ogóle o nich nie wspomina. Ponadto Darwin nie oznaczał zebranych okazów łuszczaków według wysp, lecz na podstawie notatek innych uczestników, w tym kapitana Beagle Roberta FitzRoya, przyporządkowywał poszczególne okazy do poszczególnych wysp. Dopiero w okresie późniejszym zdał sobie sprawę z doniosłości swojej kolekcji ornitologicznej z Galapagos w kontekście ewolucji. Ornitolog John Gould (1804–1881) zwrócił mu uwagę, że zebrane okazy ptaków z poszczególnych wysp, uważanych przez Darwina za mieszaninę kacykowatych, grubodziobów i łuszczaków, na tyle różnią się od siebie, że mogą być odrębnymi, choć ze sobą spokrewnionymi, gatunkami zięb, później nazwanych ziębami Darwina. Na podstawie tych i innych obserwacji, Darwin później wysnuł wniosek, że ptaki te miały wspólnego przodka, ale żyjąc na różnych wyspach, rozwinęły się w osobne gatunki.

### Osadnictwo
Około 1807 roku na Floreanie osiadł pierwszy osadnik – Patrick Watkins, nazywany Irish Pat z racji swojego irlandzkiego pochodzenia. Watkins miał trudnić się wymianą ziemniaków i tytoniu za rum. Miał również brać niektórych marynarzy w niewolę, a w 1809 roku opuścić wyspę na skradzionej łodzi z kilkoma więźniami. Do Guayaquil w Ekwadorze przybył jednak sam. Historia Watkinsa zainspirowała Hermana Melville’a (1819–1891) do napisania opowiadania „Wyspa Hooda i pustelnik Oberlus”, jednego z dziesięciu szkiców składających się na cykl „Encantadas, czyli Wyspy Zaczarowane”. Floreana i inne wyspy pozostawały niezamieszkane do 1832 roku.
W 1831 roku generał José de Villamil (1789–1866) zlecił analizę potencjału gospodarczego wysp, która wypadła pomyślnie i w 1832 roku de Villamil doprowadził do aneksji Galapagos przez Ekwador. Wyspy zostały zajęte przez wojska ekwadorskie 12 lutego 1832 roku. Dowodzący operacją porucznik Ignacio Hernandez nadal wyspom nowe nazwy, m.in. Floreanie. Również archipelag otrzymał nową nazwę „Archipelago de Ecuador”. Hernandez zarekomendował rządowi Ekwadoru urządzenie na wyspach kolonii karnych, które powstały na Floreanie i San Cristóbal.
Pierwszym gubernatorem wysp został de Villamil, który rozpoczął ich kolonizację. Pierwszymi osadnikami byli żołnierze, którzy przywieźli na wyspy osły, kozy, świnie i bydło domowe i wycięli lasy na Floreanie, by urządzić pastwiska. Zajmowali się zbieraniem porostów do ekstrakcji barwników oraz pozyskiwaniem mięsa i oleju z żółwi, które sprzedawali przepływającym statkom lub odsyłali do kontynentalnego Ekwadoru. De Villamil opuścił Floreanę w 1837 roku, a jego następcą został pułkownik Jose Williams. Kolonizacja wysp zakończyła się niepowodzeniem w 1852 roku.
Kolejne próby kolonizacji podejmowali przedsiębiorcy prywatni, m.in. Manuel Julián Cobos, który założył na San Cristóbal plantacje trzciny cukrowej i kawy. Cobos zginął podczas zamieszek wywołanych przez swoich pracowników, których zmuszał do pracy. Od 1860 roku José Valdizán rozpoczął pozyskiwanie barwników z porostów na Floreanie, co jednak nie trwało długo z uwagi na postęp w produkcji barwników syntetycznych.
W 1893 roku Antonio Gil podjął kolejną próbę kolonizacji Floreany, ale zarzucił plany i podjął wysiłki kolonizacji Isabeli, gdzie założył dwie osady Puerto Villamil i Santo Tomás. W 1905 roku 200 osób mieszkało na Isabeli, zajmując się głównie eksportem siarki i wapnia oraz pozyskiwaniem mięsa żółwi i oleju z ich tłuszczu. Ponadto w różnych okresach czasu (z przerwami) pozyskiwano sól z wody morskiej w zatoce James Bay na wyspie Santiago, która służyła do konserwacji ryb.
W 1925 roku Norwegowie skolonizowali Floreanę i San Cristóbal, a następnie Santa Cruz, zajmując się rybołówstwem. Od 1929 roku na Floreanę zaczęli przyjeżdżać koloniści niemieccy, m.in. berliński lekarz Friedrich Adolf Ritter z partnerką Dore Strauch, kolońska rodzina Wittmerów oraz tajemnicza baronessa Eloise Wagner de Bosquet z towarzyszącymi jej mężczyznami. W 1934 roku wydarzyła się tragedia, która pozostaje niewyjaśniona do dziś, w prasie niemieckiej nazywana Galápagos-Affäre (pol. afera Galápagos). Baronessa i jeden z jej towarzyszy zniknęli w niewyjaśnionych okolicznościach, doktor Ritter uległ śmiertelnemu zatruciu pokarmowemu, a ciało innego mieszkańca kolonii zostało znalezione zmumifikowane na Marchenie. Historie te opisały w swoich wspomnieniach Dore Strauch – Satan Came To Eden (1943) oraz Margret Wittmer – Postlagernd Floreana. Eine moderne Robinsonade auf den Galápagos-Inseln. W 2013 roku powstał film dokumentalny The Galapagos Affair: Satan came to Eden w reżyserii Dayny Goldfine i Dana Gellera.
Podczas II wojny światowej, ze względu na strategiczne położenie w pobliżu Kanału Panamskiego, rząd Ekwadoru zezwolił USA założyć bazę lotniczą United States Air Force na Baltrze, która została wybudowana w 1942 roku. W 1943 roku stacjonowało tu 2474 wojskowych i 700 cywili, podczas gdy wszystkich osadników na wyspach było wówczas ok. 810 osób. Przybycie tak wielu ludzi zwiększyło zapotrzebowanie na słodką wodę i żywność. Na San Cristóbal zbudowano wodociąg, a wodę na Baltrę transportowano barkami drogą morską. Zbudowano wówczas również pierwsze lotnisko na wyspach. Baza wojskowa została zamknięta w 1946 roku.
W 1944 roku rząd Ekwadoru założył na Isabeli więzienie, w którym w 1958 roku doszło do rebelii, która doprowadziła do zamknięcia placówki i likwidacji kolonii karnych w 1959 roku.

### Park Narodowy Galapagos
Najnowsza historia Wysp Żółwich rozpoczęła się w 1959 roku, gdy powstał Park Narodowy Galapagos, chroniący ponad 97% obszaru archipelagu. Do ochrony wysp w 1959 roku została założona na prawie belgijskim Fundacja Karola Darwina, a w 1964 roku w Puerto Ayora na wyspie Santa Cruz założono Stację Badawczą im. Karola Darwina. W 1965 roku zapoczątkowano program repatriacji żółwi słoniowych, a w 1971 roku odkryto „Samotnego George’a”. W 1984 roku Park Narodowy Galapagos został ogłoszony rezerwatem biosfery UNESCO.
Od 1978 roku wyspy znajdują się na liście światowego dziedzictwa UNESCO, w 2001 roku wpis został poszerzony przez włączenie rezerwatu morskiego.

### Rezerwat Morski Galapagos

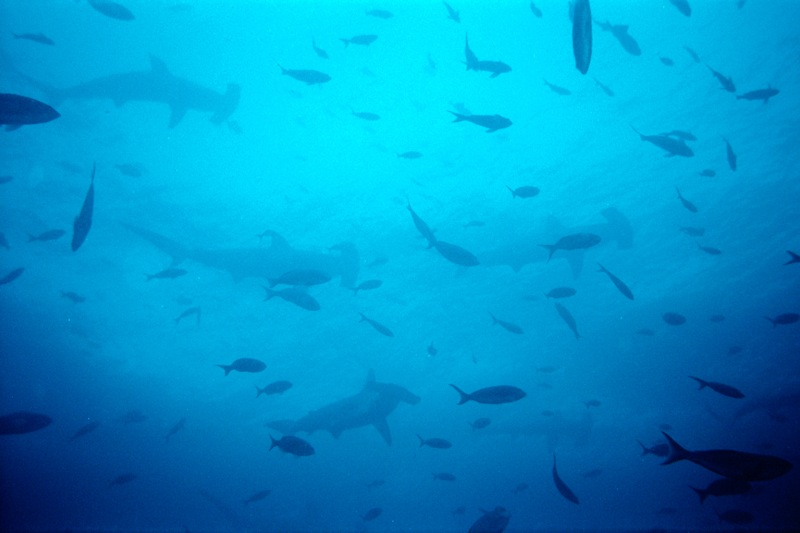
Głowomłoty tropikalne Sphyrna lewini u wybrzeży wyspy Wolf

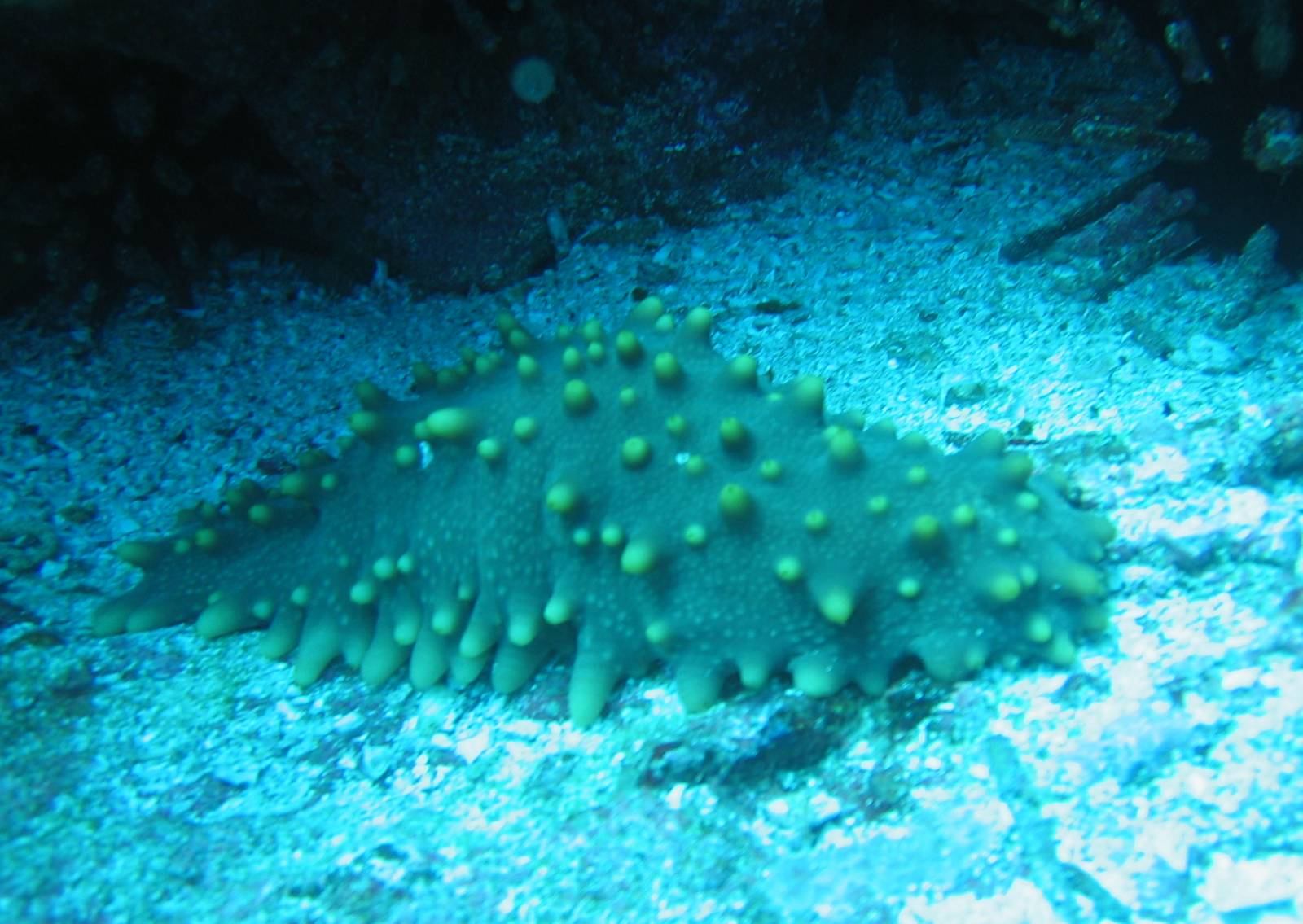
Strzykwa Isostichopus fuscus u wybrzeży wyspy Floreany

W 1974 roku powstał pierwszy plan zarządzania parkiem narodowym (hiszp. Plan de Manejo del Parque Nacional de Galápagos), który rekomendował utworzenie morskiej strefy chronionej, obejmującej obszary w pasie 2 mil morskich wokół wysp. W 1986 roku dekretem Nr. 1810-A ustanowiono Rezerwat Zasobów Morskich Galapagos (hiszp. Reserva de Recursos Marinos de Galápagos (RRMG)), obejmujący ochroną wody w pasie 15 mil morskich wokół wysp.
Rezerwat Morski Galapagos (hiszp. Reserva Marina de Galápagos (RMG), ang. Galapagos Marine Reserve (GMR)) chroniący wody wysp i okalające wyspy powstał w 1998 roku. Obejmuje obszar 133 km² i jest drugim pod względem wielkości tego typu rezerwatem na świecie. Ochroną objęte są wszystkie wody śródlądowe (50 100 km²) oraz wody morskie w pasie 40 mil morskich od brzegu wysp.
Na terenie rezerwatu występuje 2900 gatunków morskich, z czego 25% to gatunki endemiczne. Z uwagi na występowanie licznych wielkich ssaków morskich, w 1990 roku ustanowiono tu sanktuarium wielorybów (hiszp. Santuario de Ballenas). W 2016 roku, by chronić największe skupisko rekinów na świecie (największa biomasa ryb koralowych świecie, złożona w głównej mierze z rekinów – średnio 17,5 t ha−¹), wokół wysp Darwin i Wolf utworzono sanktuarium rekinów zajmujące obszar 15 tys. mil kwadratowych. Na terenie sanktuariów wszelkie połowy są zabronione – 32% wód wokół Galapagos jest chronionych przed jakąkolwiek działalnością rybołówczą.
Rybołówstwo przemysłowe jest zabronione na terenie rezerwatu na mocy ustawy z 1998 roku. Dozwolone jest rybołówstwo tradycyjne przez lokalnych rybaków. Działalność ta przyczyniła się do redukcji liczby osobników w obrębie wielu gatunków, m.in. strzykwy Isostichopus fuscus oraz homara Panulirus penicillatus. Połów strzykw był wyjątkowo lukratywny i przyciągnął w latach 90. XX wieku wielu rybaków z kontynentalnej części Ekwadoru. Problemem jest kłusownictwo i nielegalne połowy rekinów w celu pozyskania ich płetw cenionych na rynku azjatyckim.
Z uwagi na wyczerpywanie zasobów morskich, w latach 2007–2010 wyspy Galapagos były umieszczone na liście zagrożonego dziedzictwa światowego UNESCO.

## Gospodarka

### Turystyka
Turystyka jest głównym źródłem dochodu dla prowincji Galapagos, a jednocześnie największym zagrożeniem dla środowiska wysp. Jeszcze w 1974 roku plan zarządzania turystyką w regionie ustanawiał maksymalną liczbę turystów rocznie na 12 tys. Liczba turystów jednak stale rosła, a większość zysków z turystyki pozostawało w rękach operatorów turystycznych – w okresie 1999–2005, kiedy liczba odwiedzających wyspy rosła w tempie ok. 14% rocznie, dochód na osobę rósł w tempie mniej niż 2% rocznie, a wzrost ten był w większej mierze spowodowany zmniejszeniem liczby ludności niż rzeczywistym wzrostem dochodu. Turystyka związana z morzem daje zatrudnienie ponad dwóm trzecim wszystkich pracujących na wyspach, przynosząc dochód 178 milionów USD rocznie.
W 2013 roku wyspy odwiedziło ponad 204 tys. turystów – 13% więcej niż w roku poprzednim, a w 2014 roku ponad 215 tys. – 6% więcej niż w 2013 roku. Najwięcej turystów przybywa z kontynentalnego Ekwadoru (31%), Stanów Zjednoczonych (29%), Kanady (5%), Wielkiej Brytanii, Argentyny i Niemiec (4%), Australii (3%), Szwajcarii i Francji (2%).